# 朗屏邨

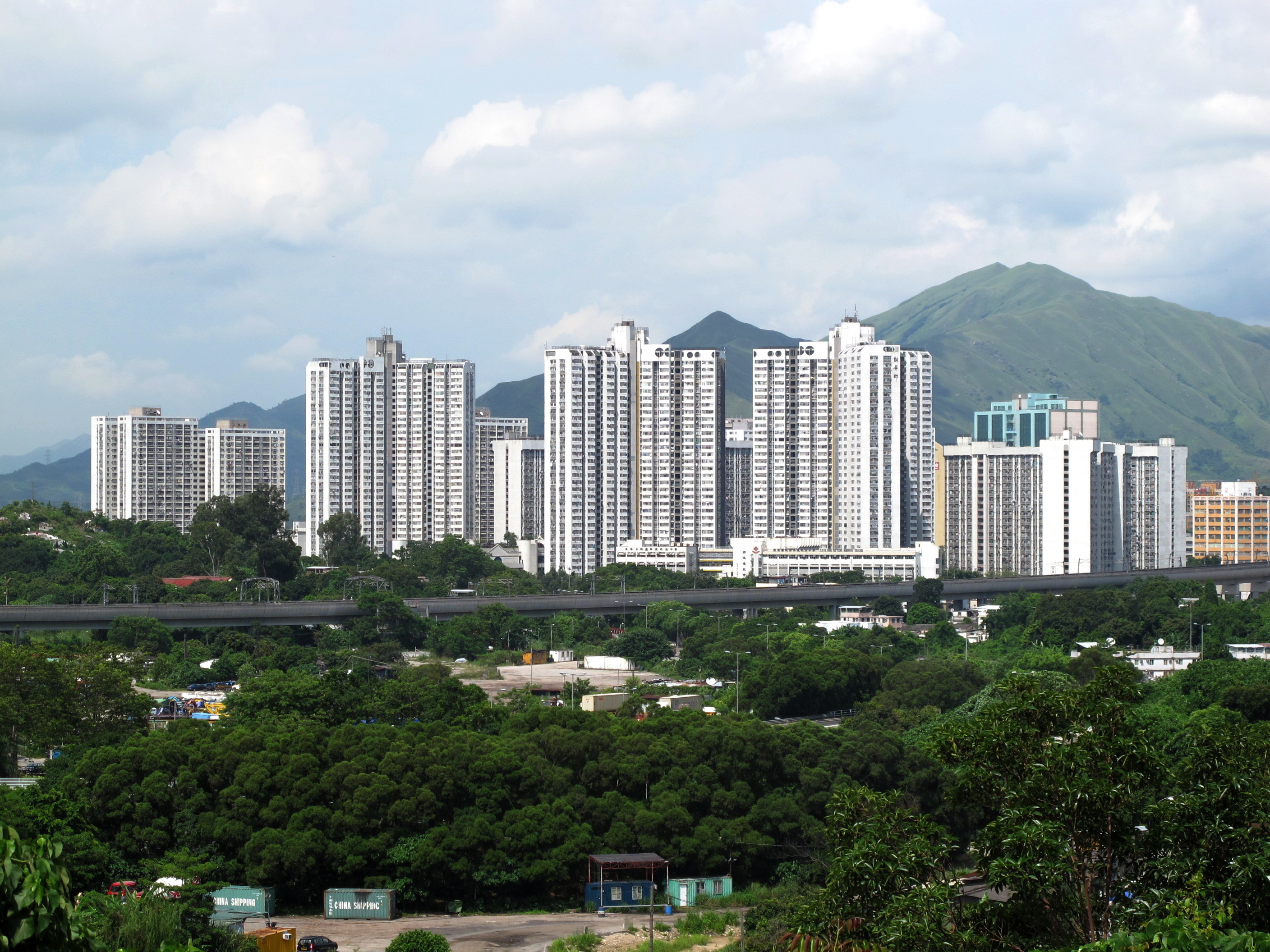
朗屏邨西面（2010年7月）

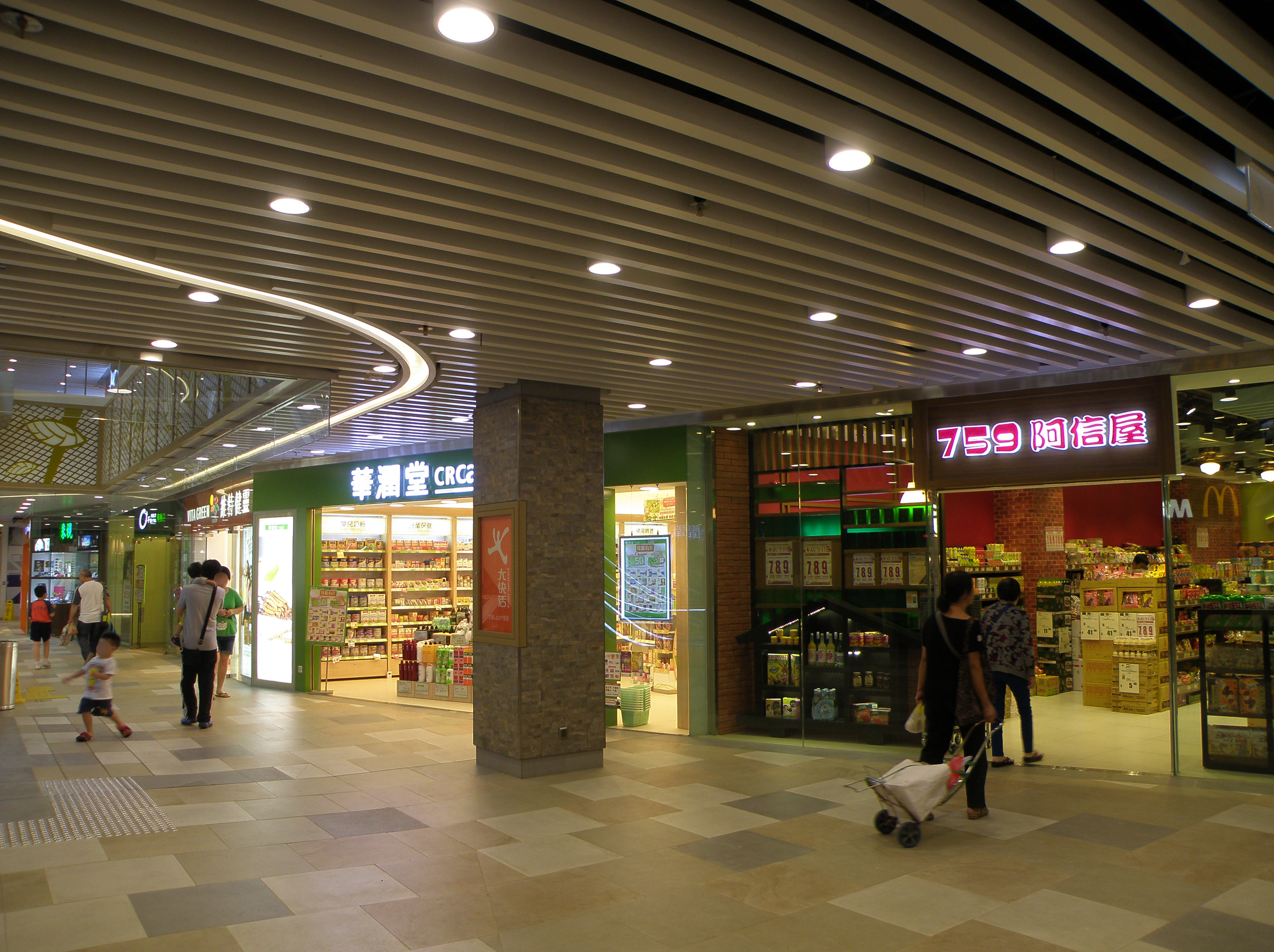
翻新後的朗屏商場1樓

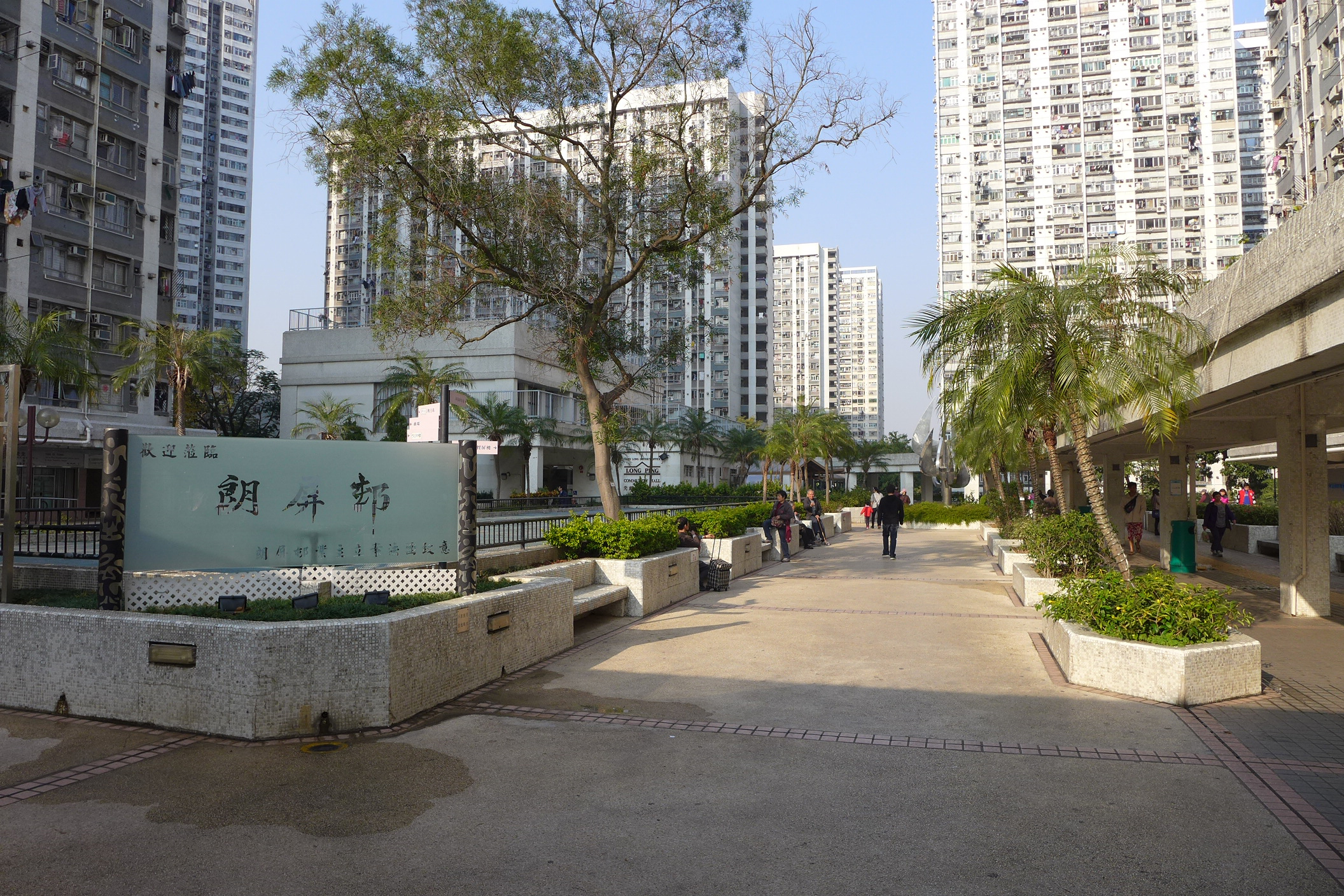
朗屏邨以平台作連接（2015年1月）

朗屏邨（英語：Long Ping Estate）是香港的一個公共屋邨，位於新界元朗區元朗市中心北面，屏山東面，於1982年規劃，1983年動工，1986年-1989年竣工並且入伙，其後成為房屋署租者置其屋計劃（第6期乙）的其中一個出售的公屋之一，於2005年讓居民購買現時租住的單位。單位總數達到8491伙，是39條租置屋邨中提供第二多單位的屋邨，僅次於屯門山景邨，亦與山景邨併列兩條超過八千伙的租置屋邨。現時由創毅物業服務顧問有限公司管理。

## 簡介
朗屏邨原址是橫洲擊壤村（橫洲第七村）及其一片魚塘，大約在元朗和屏山之間；是元朗新市鎮第三個落成的公共屋邨。
因朗屏邨的位置較遠離元朗市中心，所以居住環境較寧靜。有鑑於此，設有一條有蓋行人通道由俊賢坊連接朗屏邨。2000年前後又開通延長至元朗廣場（元朗西巴士總站附近）的新天橋。於1980年代後期興建輕鐵時曾經計劃興建支線連接本邨，但最後則改為以九廣西鐵（今屯馬綫）取代，並於朗屏邨東南面設立車站名為朗屏站，與九龍市區直接連貫，賀屏樓及悅屏樓2樓設有行人天橋直達車站並於2003年正式通車，對外交通大幅改善。

## 屋邨資料

### 樓宇
| 樓宇名稱（座號）     | 樓宇類型                    | 落成年份 | 樓宇層數 （住宅層數） | 每層單位數目（伙）       | 單位總數（伙） | 承建商                   | 升降機合約及首次安裝的型號                       | 期數 |
| -------------------- | --------------------------- | -------- | --------------------- | ------------------------ | -------------- | ------------------------ | ------------------------------------------------ | ---- |
| 錦屏樓（第1座高座）  | 雙連座工字型 （第三款設計） | 1986年   | 28（2-28樓）          | 16                       | 404            | 合和建築                 | 迅達 Miconic B Dynatron 2（M-B/D2，ACVV）        | 1    |
| 繡屏樓（第1座低座）  | 雙連座工字型 （第三款設計） | 1986年   | 26（2-26樓）          | 16                       | 404            | 合和建築                 | 迅達 Miconic B Dynatron 2（M-B/D2，ACVV）        | 1    |
| 珠屏樓（第2座低座）  | 雙連座工字型 （第三款設計） | 1986年   | 26（2-26樓）          | 16                       | 404            | 合和建築                 | 迅達 Miconic B Dynatron 2（M-B/D2，ACVV）        | 1    |
| 寶屏樓（第2座高座）  | 雙連座工字型 （第三款設計） | 1986年   | 28（2-28樓）          | 16                       | 404            | 合和建築                 | 迅達 Miconic B Dynatron 2（M-B/D2，ACVV）        | 1    |
| 玉屏樓（第3座）      | Y2型                        | 1987年   | 35（2-35樓）          | 20（2樓） 24（其餘樓層） | 812            | 合和建築                 | 迅達 Miconic V Transistronic TTZP（M-V/T12，DC） | 1    |
| 石屏樓（第4座）      | 單翼新長型                  | 1987年   | 22（2-20樓）          | 26                       | 494            | 合和建築                 | 迅達 Miconic B Dynatron 2（M-B/D2，ACVV）        | 1    |
| 鏡屏樓（第5座）      | 單翼新長型                  | 1987年   | 22（2-20樓）          | 26                       | 494            | 合和建築                 | 迅達 Miconic B Dynatron 2（M-B/D2，ACVV）        | 1    |
| 畫屏樓（第6座）      | Y2型                        | 1989年   | 35（3-35樓）          | 24                       | 792            | 中國建築                 | 富士達 DC-GL（DC）                               | 3    |
| 喜屏樓（第7座）      | Y2型                        | 1989年   | 35（2-35樓）          | 24                       | 816            | 中國建築                 | 富士達 DC-GL（DC）                               | 3    |
| 悅屏樓（第8座）      | 雙翼新長型 呈135度          | 1988年   | 21（3-21樓）          | 60                       | 1004           | 安利（蕭氏）建築有限公司 | 通力 TMS（ACVV）                                 | 2    |
| 賀屏樓（第9座）      | 雙翼新長型 呈90度           | 1988年   | 21（3-21樓）          | 60                       | 1004           | 安利（蕭氏）建築有限公司 | 通力 TMS（ACVV）                                 | 2    |
| 鳳屏樓（第10座低座） | 雙連座工字型 （第三款設計） | 1988年   | 26（2-26樓）          | 16                       | 404            | 中國建築                 | 富士達 RSDN Imperial（ACVV）                     | 3    |
| 鵲屏樓（第10座高座） | 雙連座工字型 （第三款設計） | 1988年   | 28（2-28樓）          | 16                       | 404            | 中國建築                 | 富士達 RSDN Imperial（ACVV）                     | 3    |
| 雁屏樓（第11座高座） | 雙連座工字型 （第三款設計） | 1988年   | 28（2-28樓）          | 16                       | 404            | 中國建築                 | 富士達 RSDN Imperial（ACVV）                     | 3    |
| 燕屏樓（第11座低座） | 雙連座工字型 （第三款設計） | 1988年   | 26（2-26樓）          | 16                       | 404            | 中國建築                 | 富士達 RSDN Imperial（ACVV）                     | 3    |

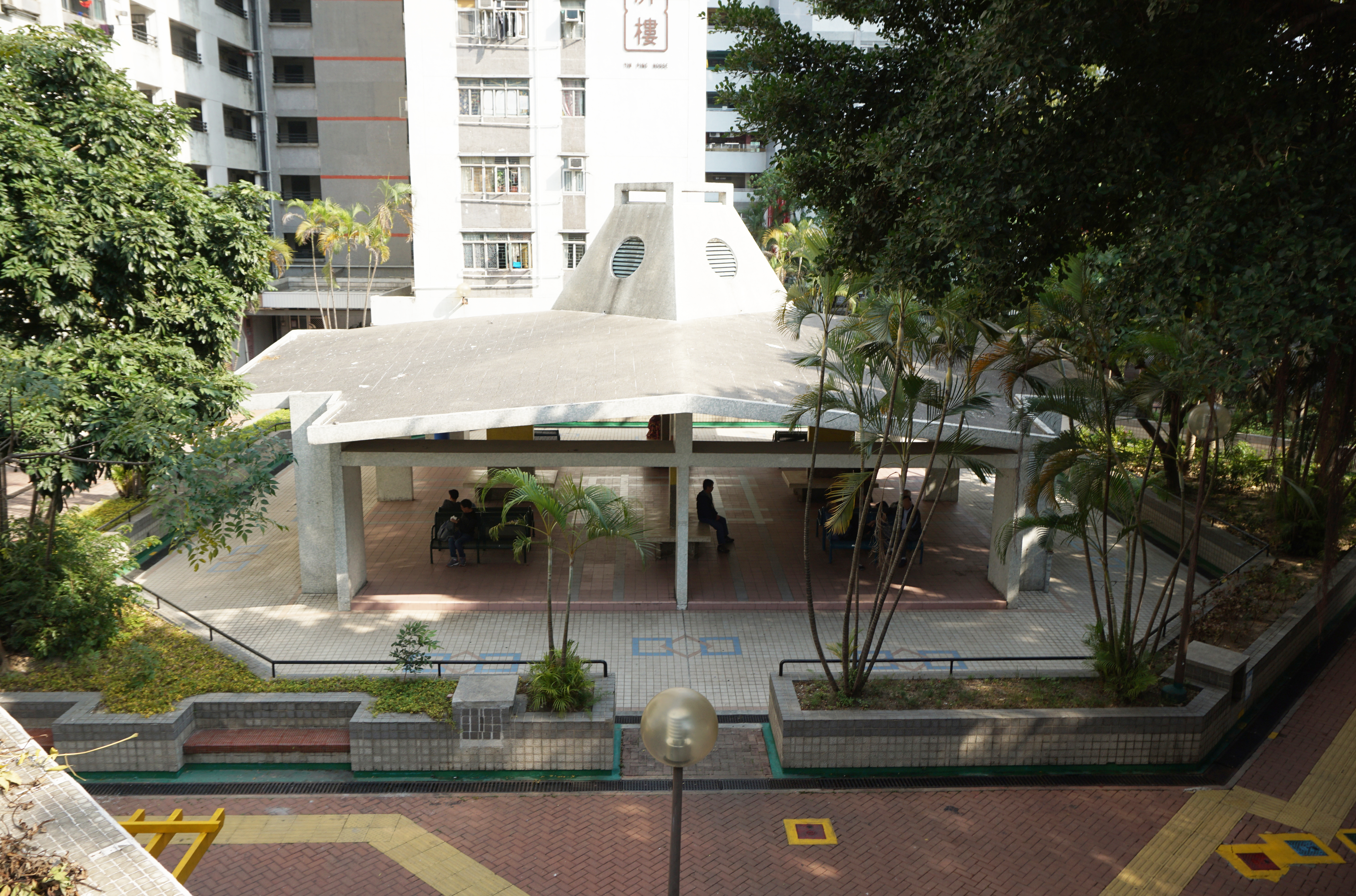
由冬菇亭改裝成的涼亭
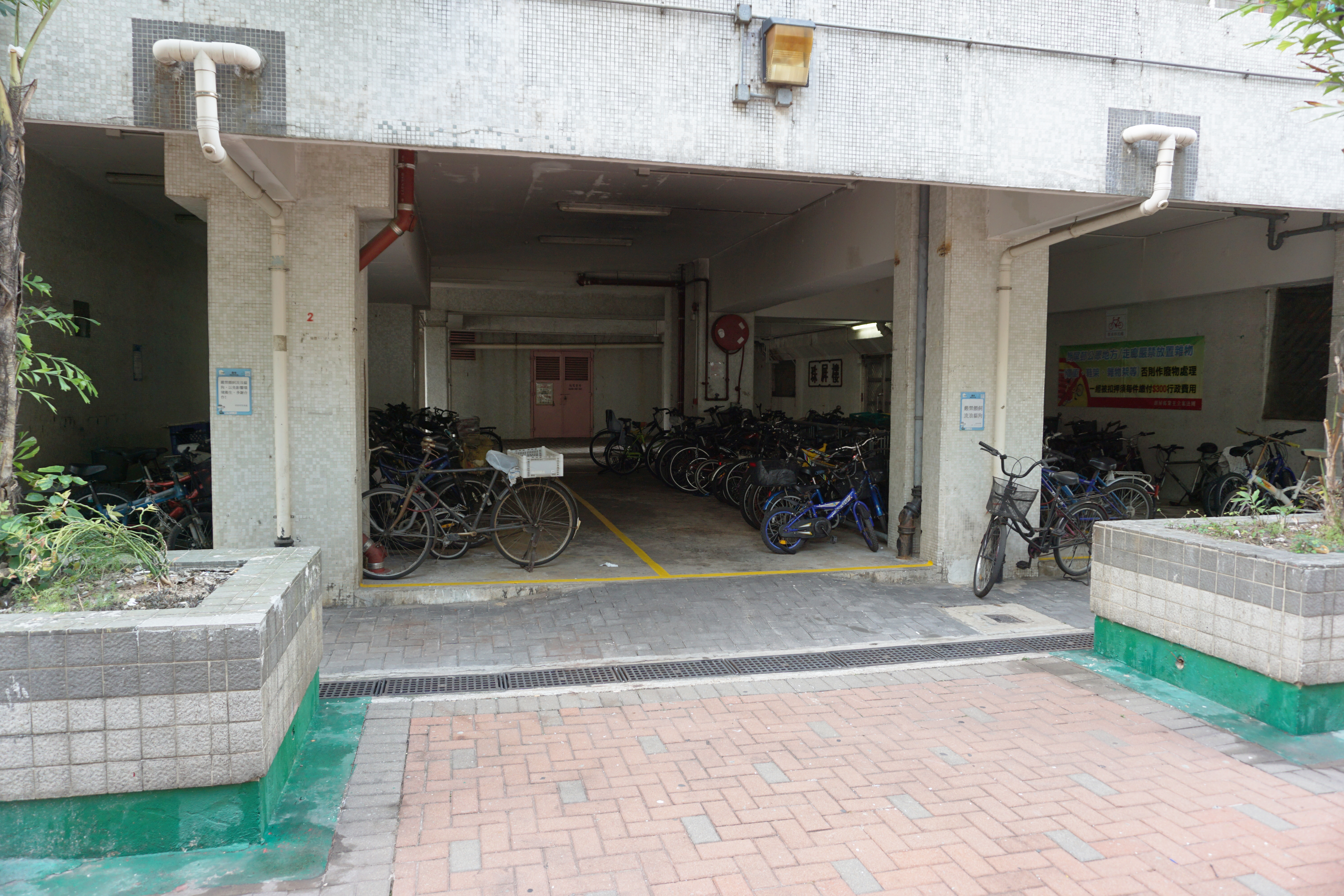
邨內單車停泊區
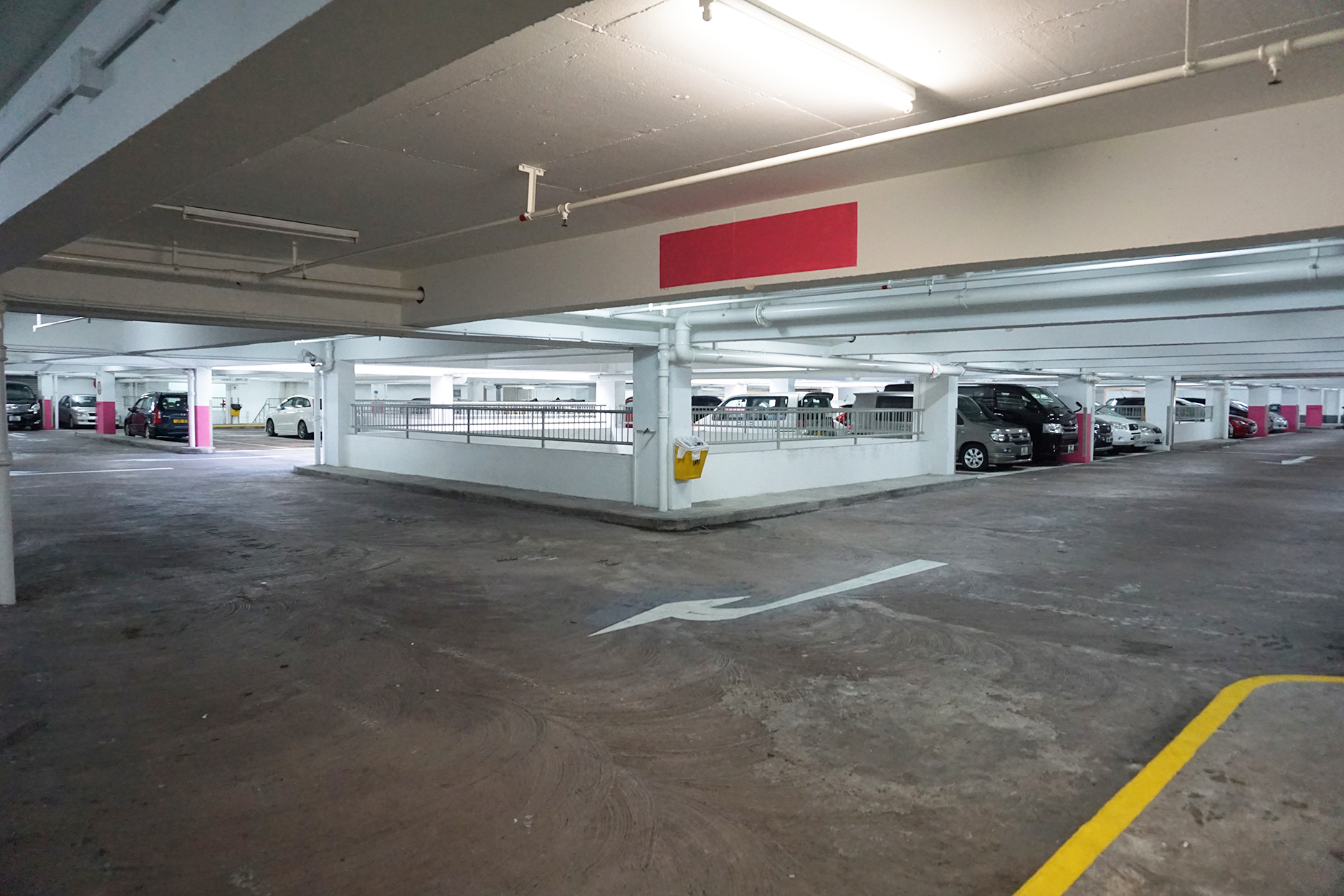
屋邨停車場
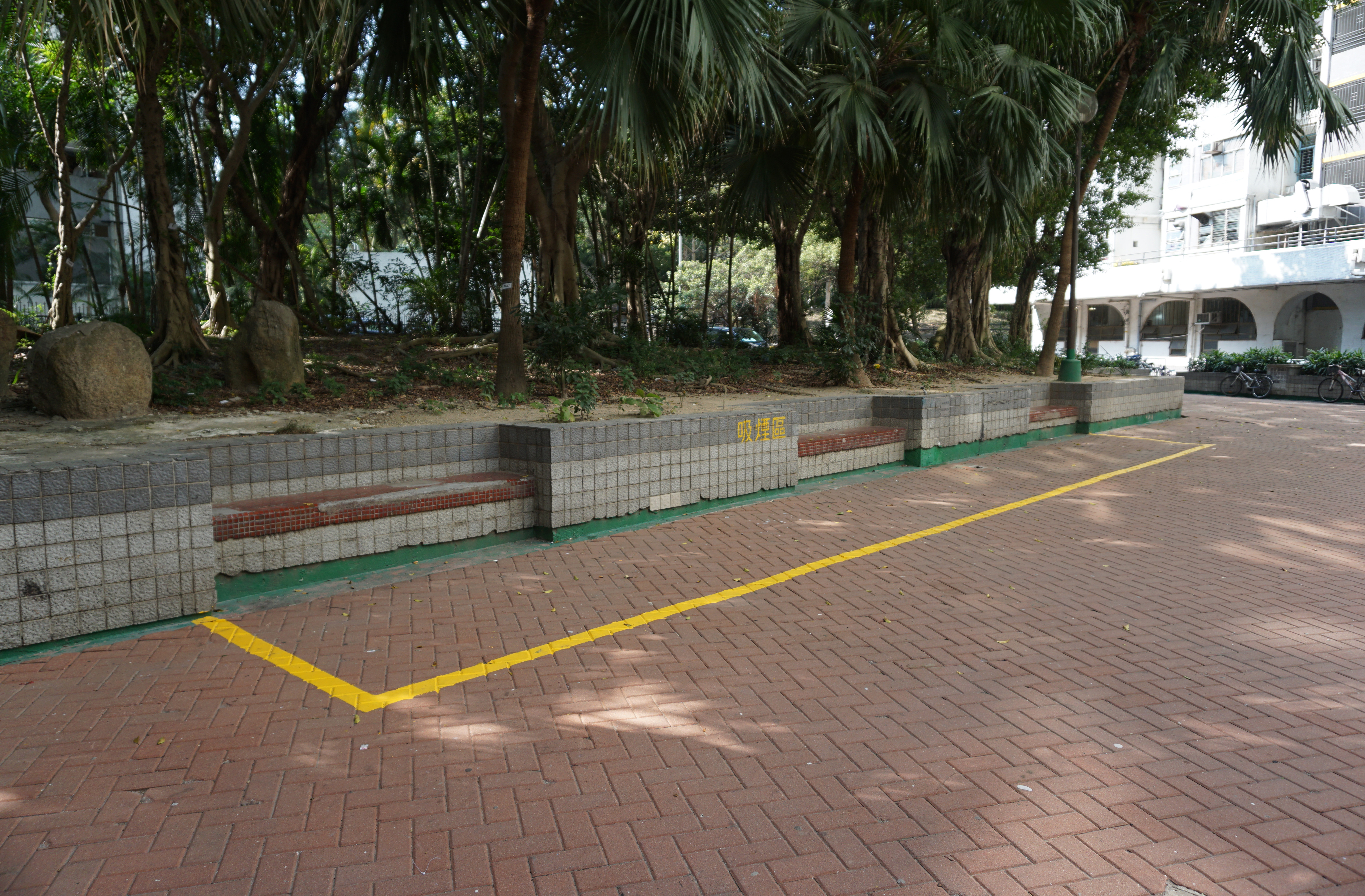
邨內吸煙區
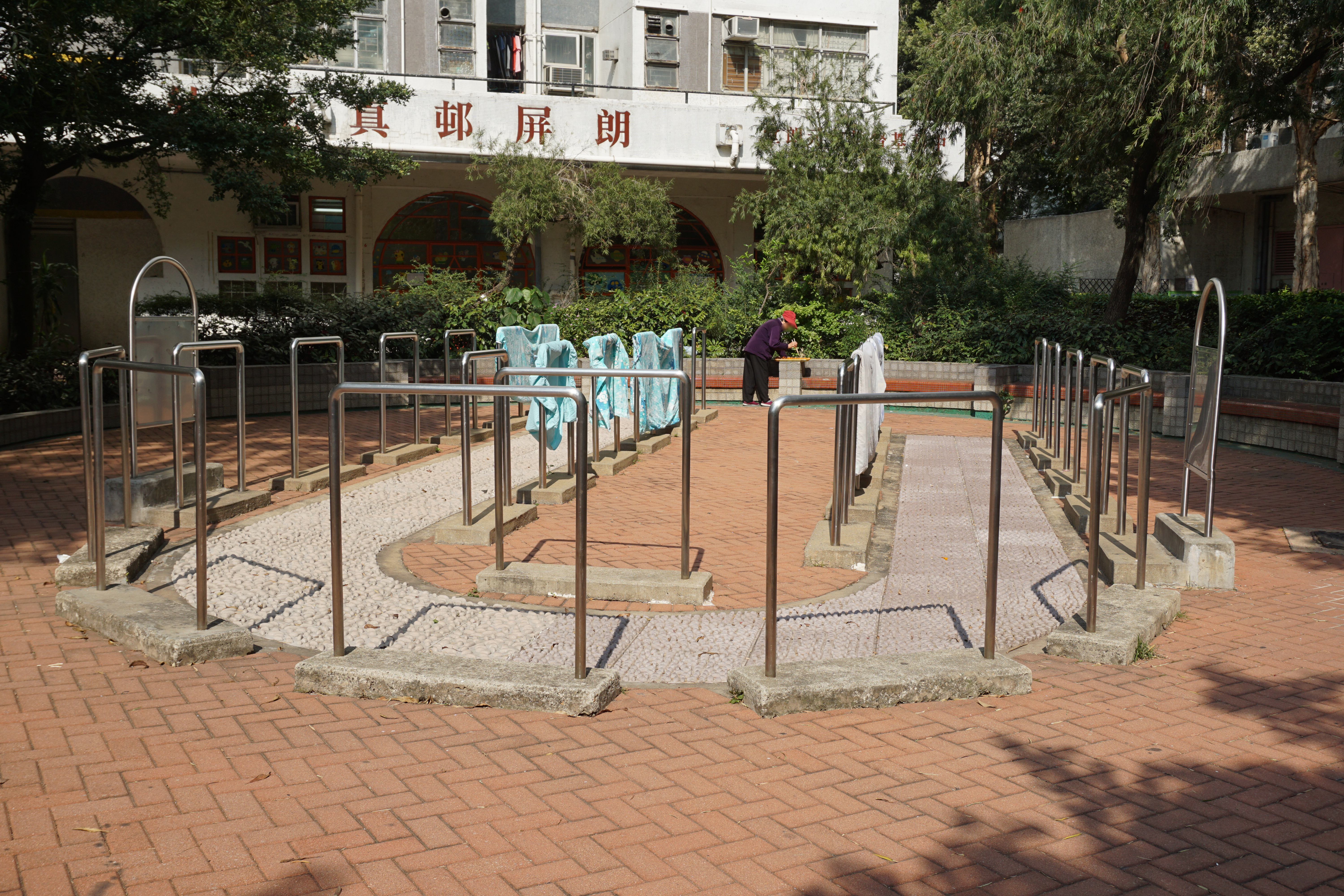
卵石路步行徑
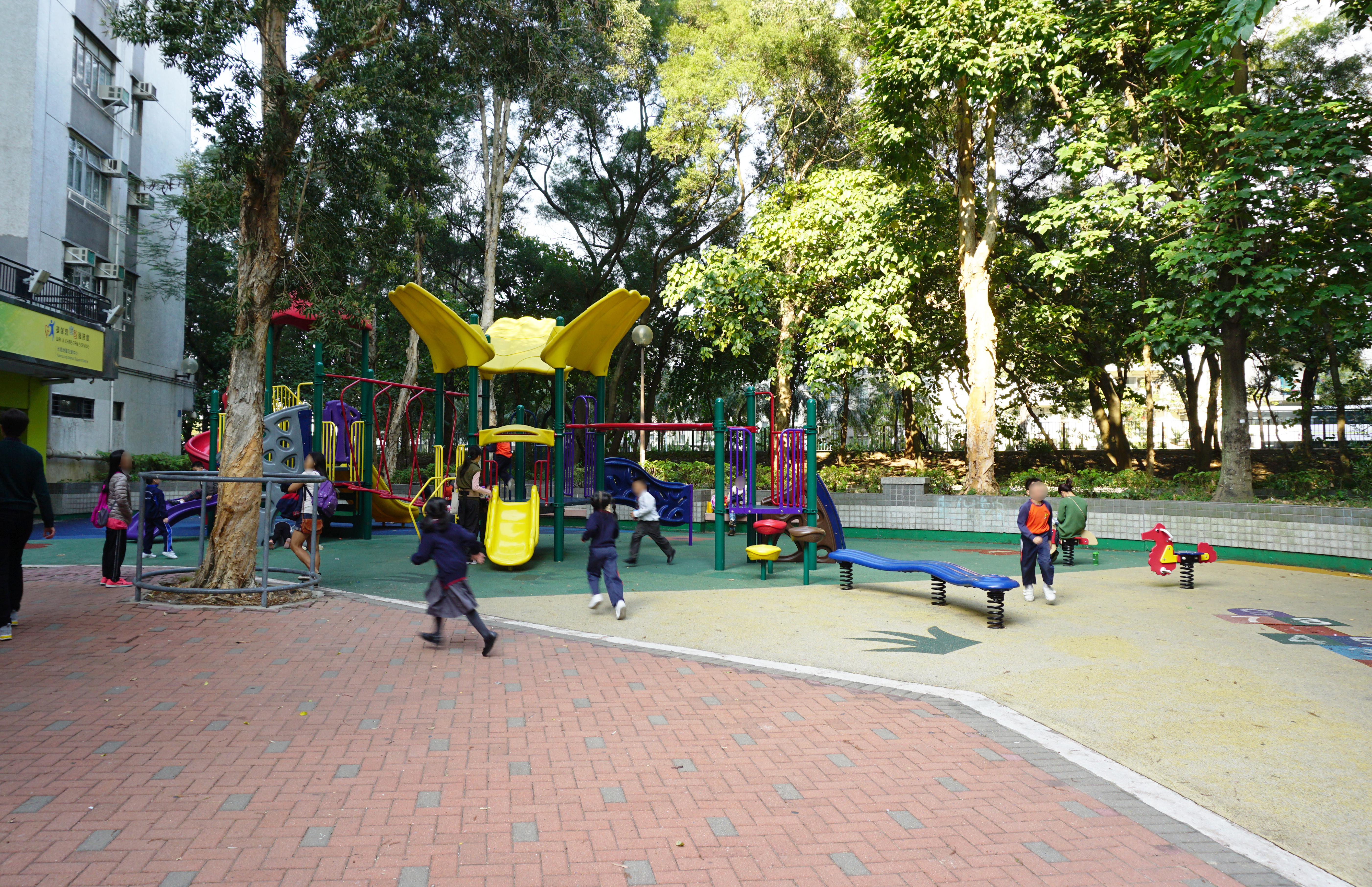
兒童遊樂場（2）
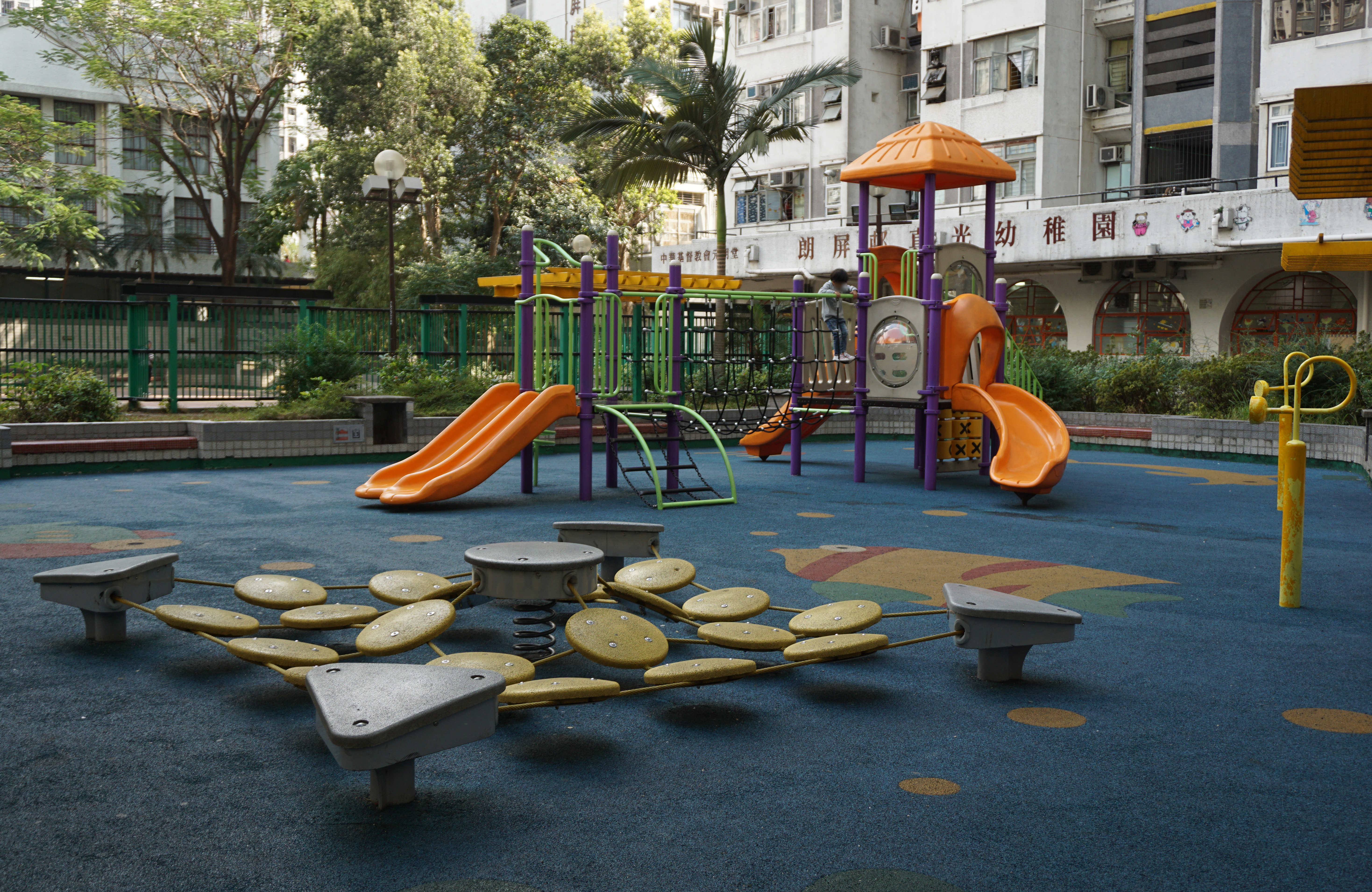
兒童遊樂場（3）
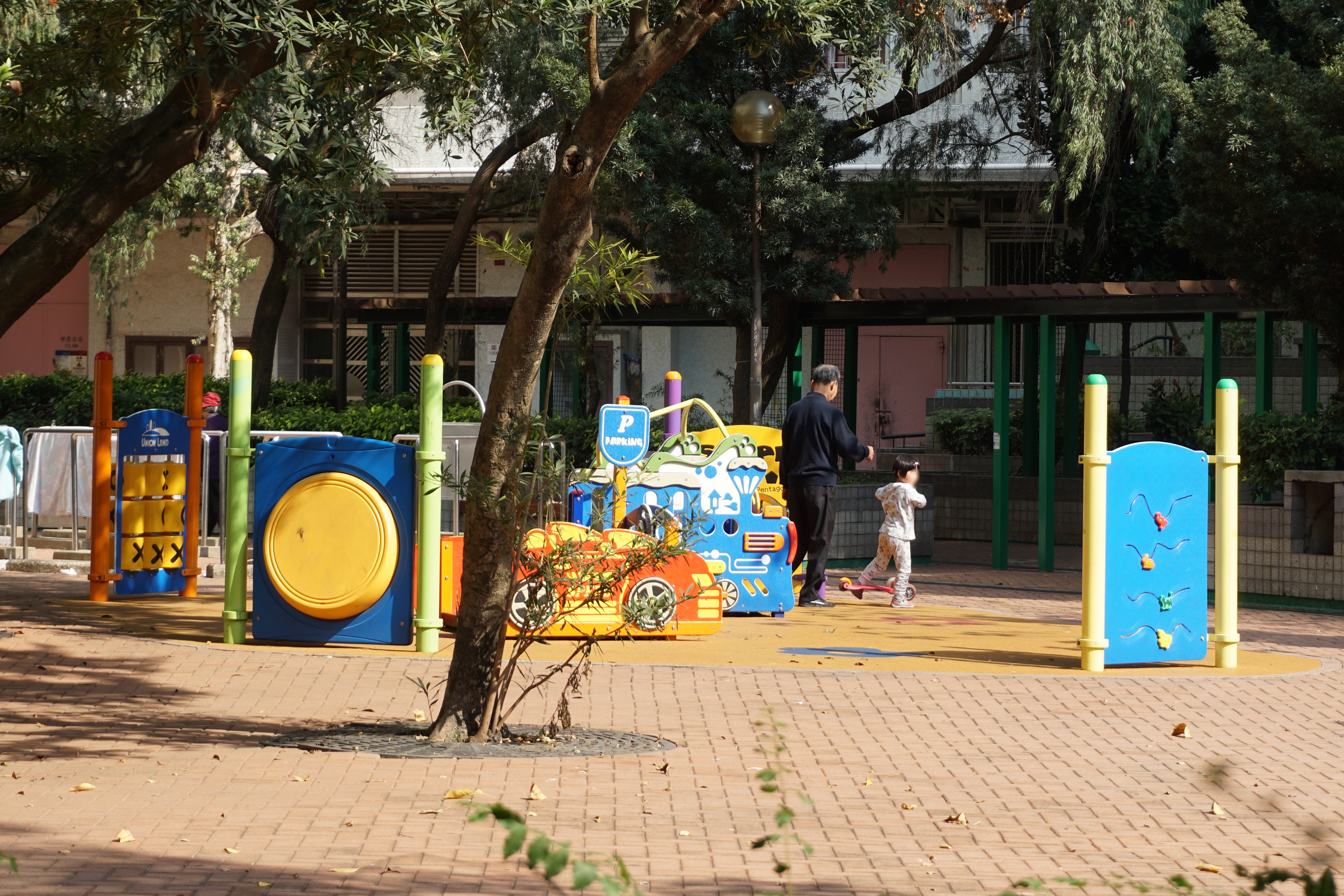
兒童遊樂場（4）
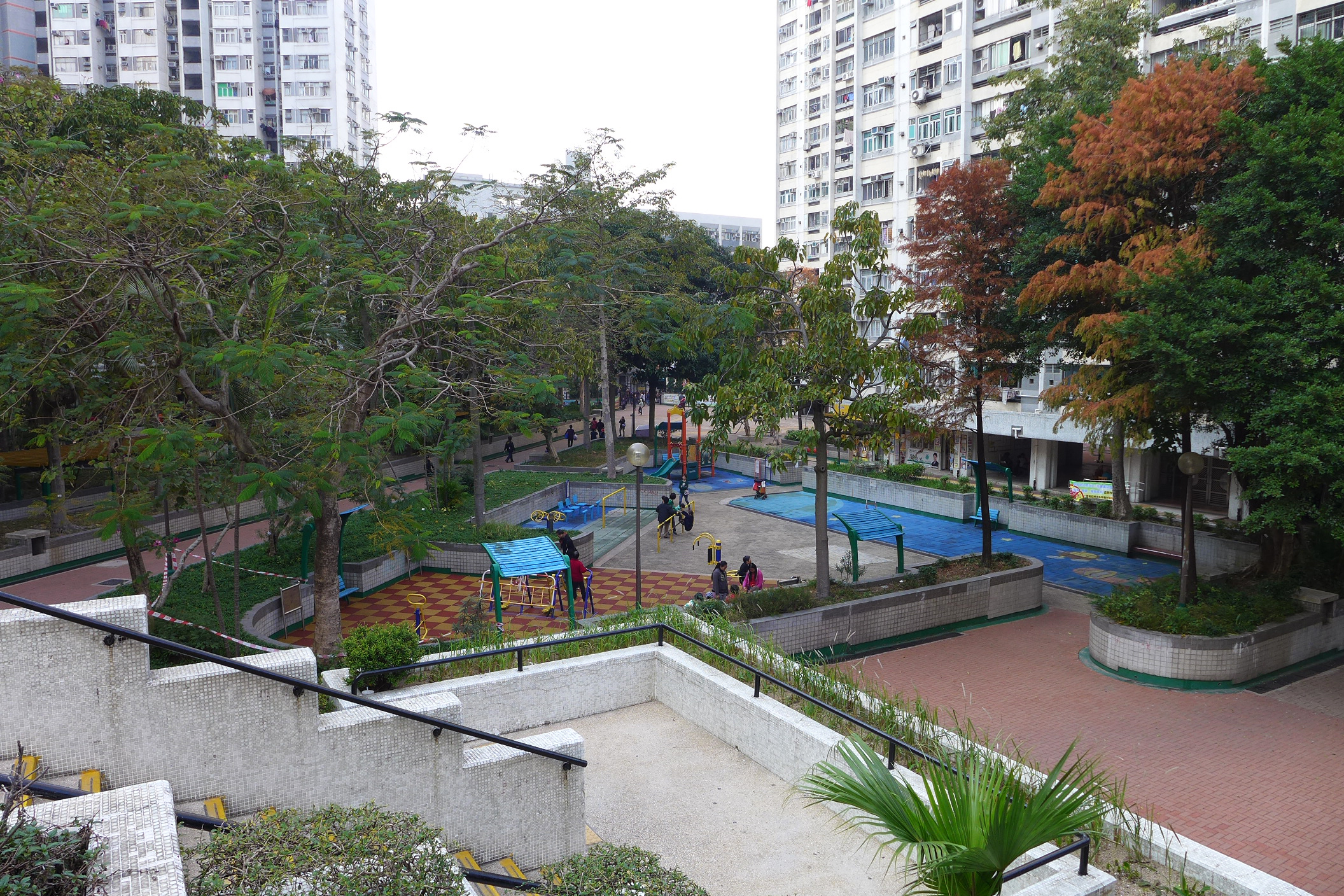
兒童遊樂場（5）及健體區（2）
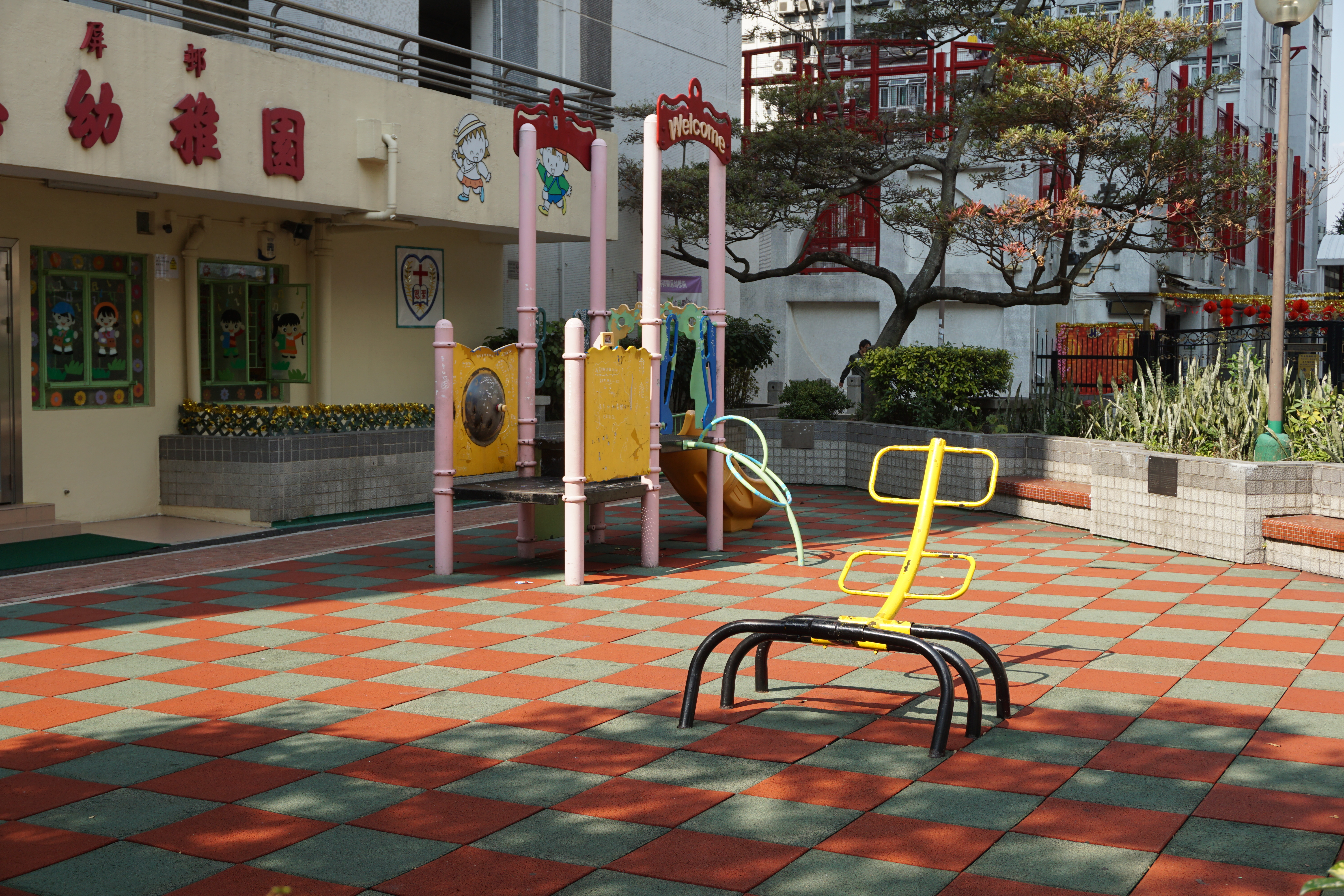
兒童遊樂場（6）
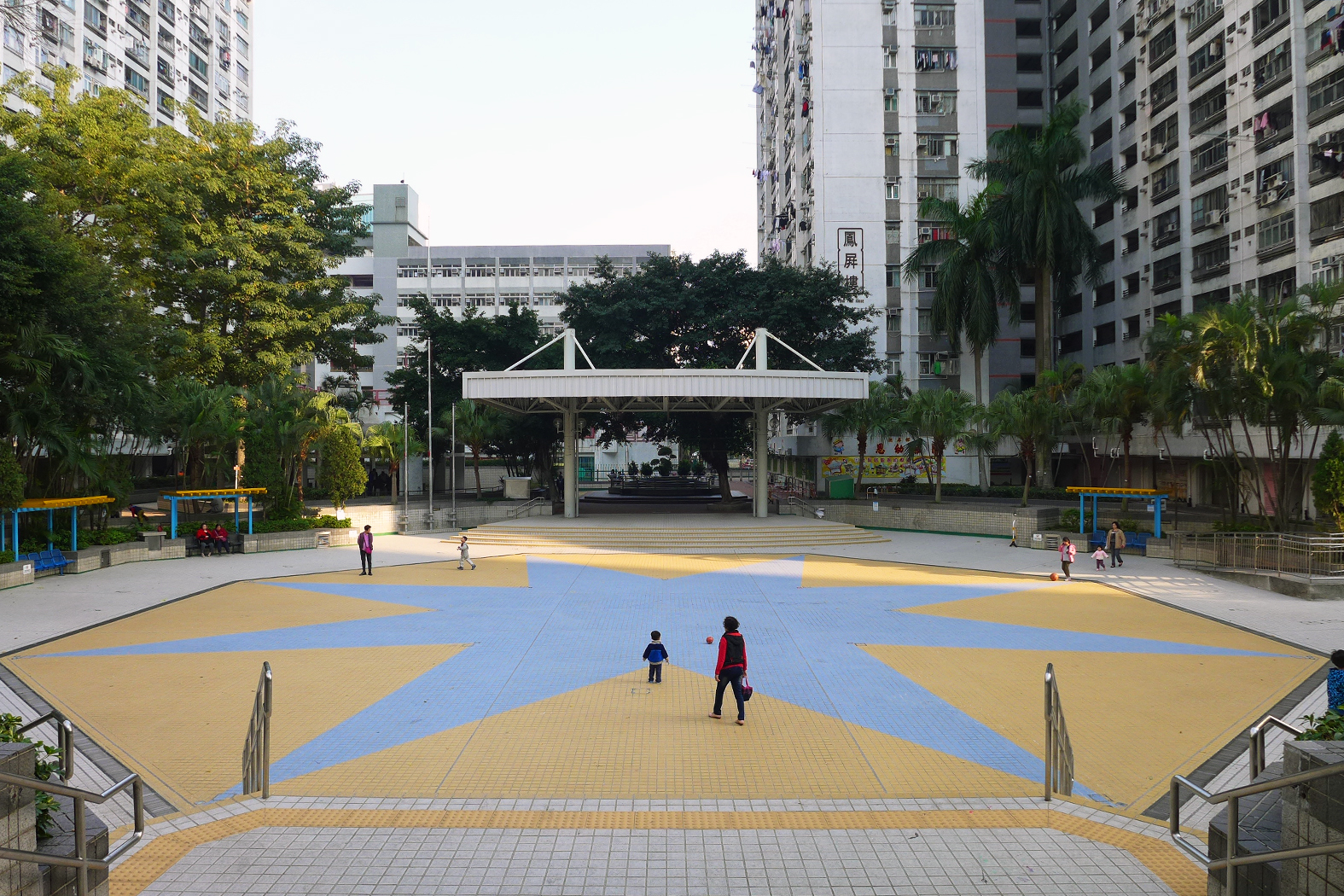
活動廣場
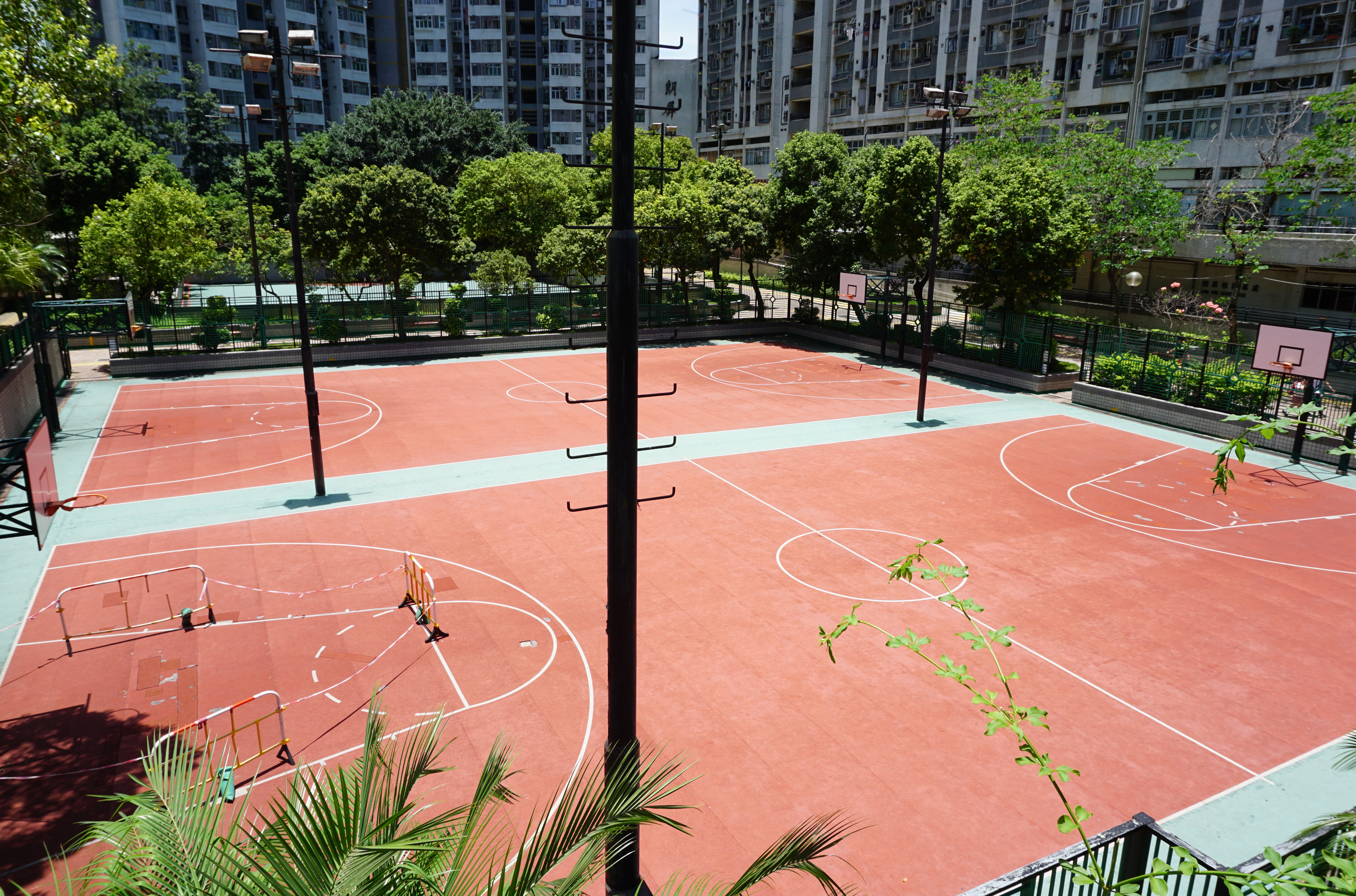
籃球場
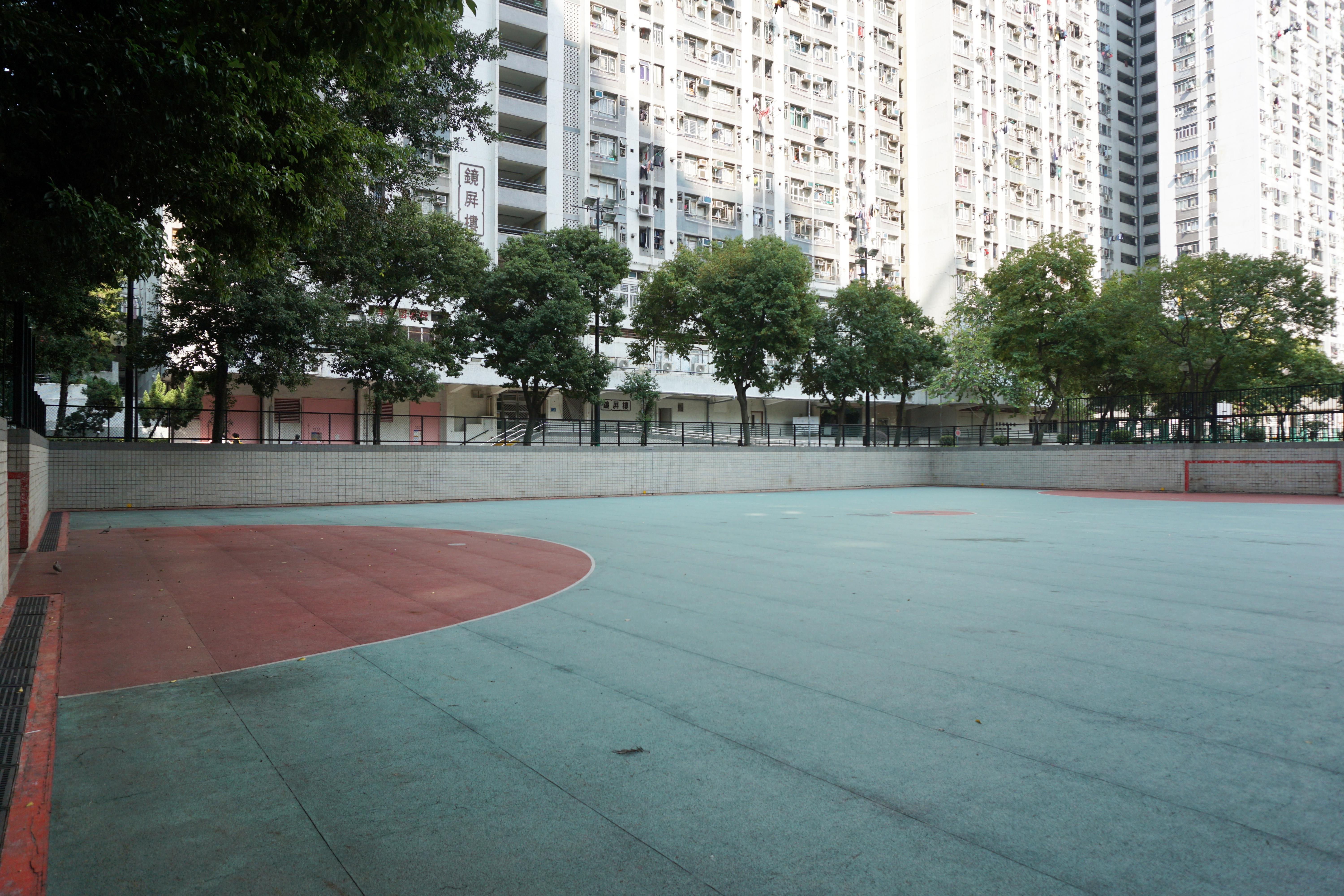
足球場
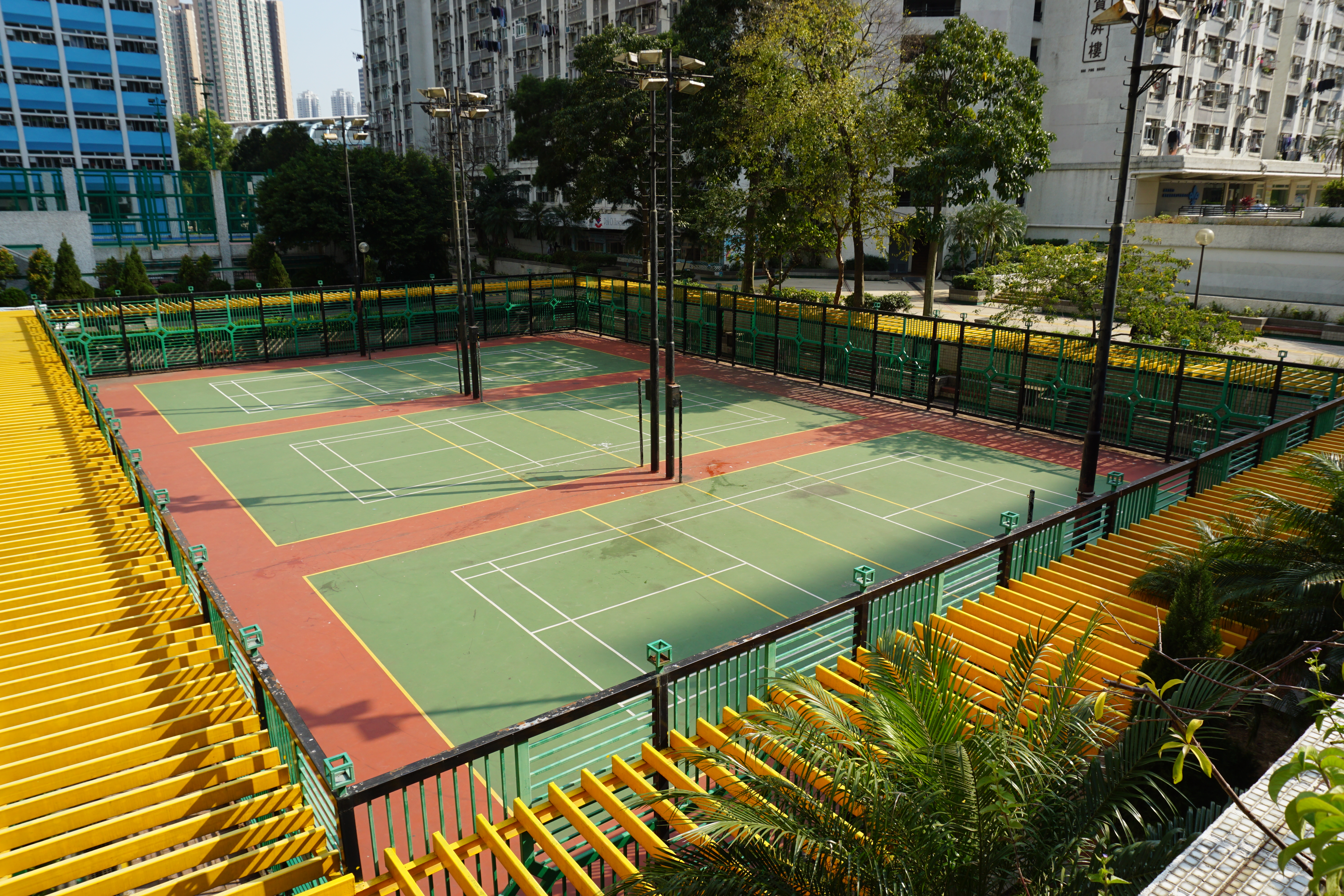
羽毛球場
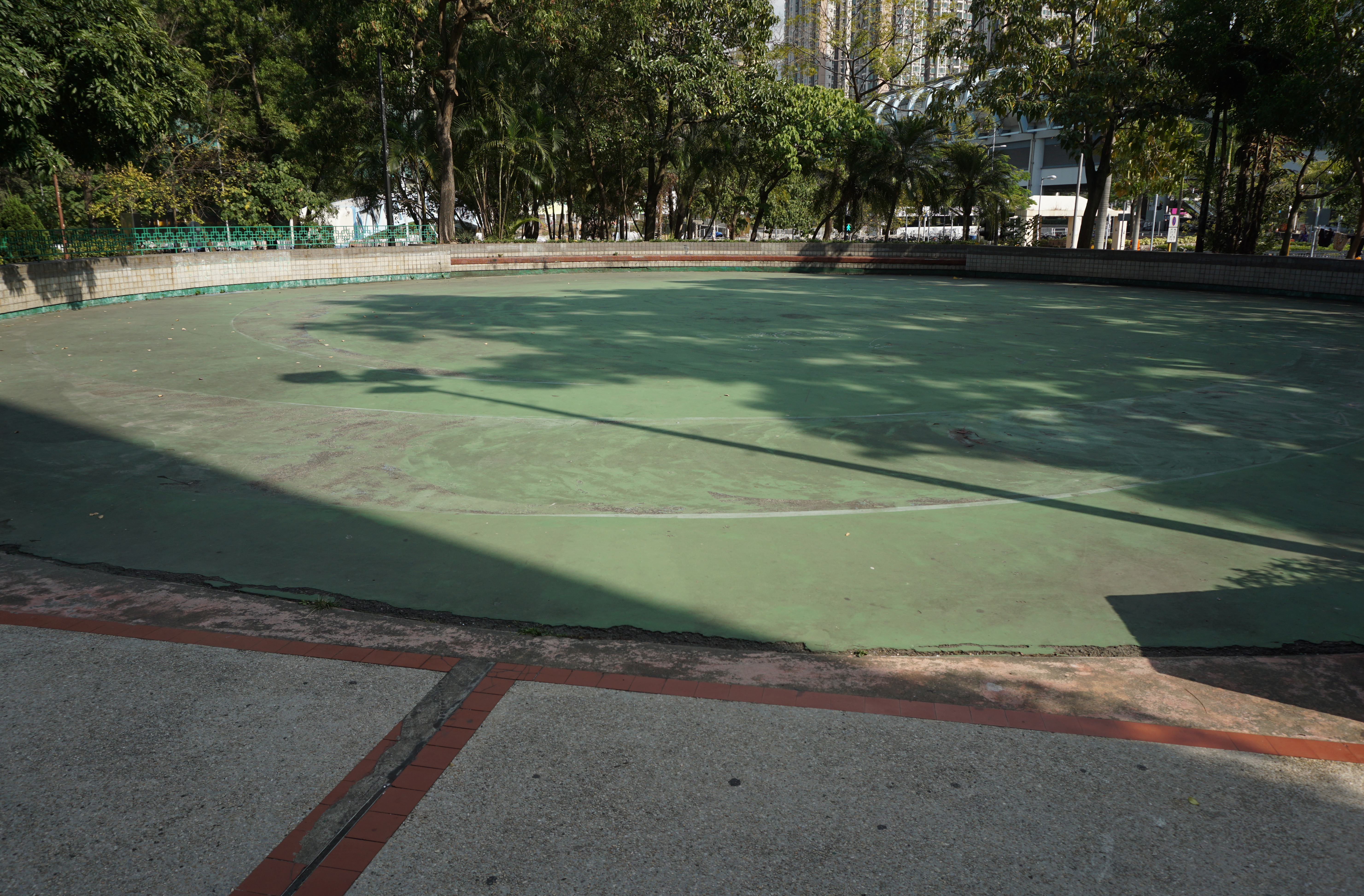
滑板場
朗屏體育館
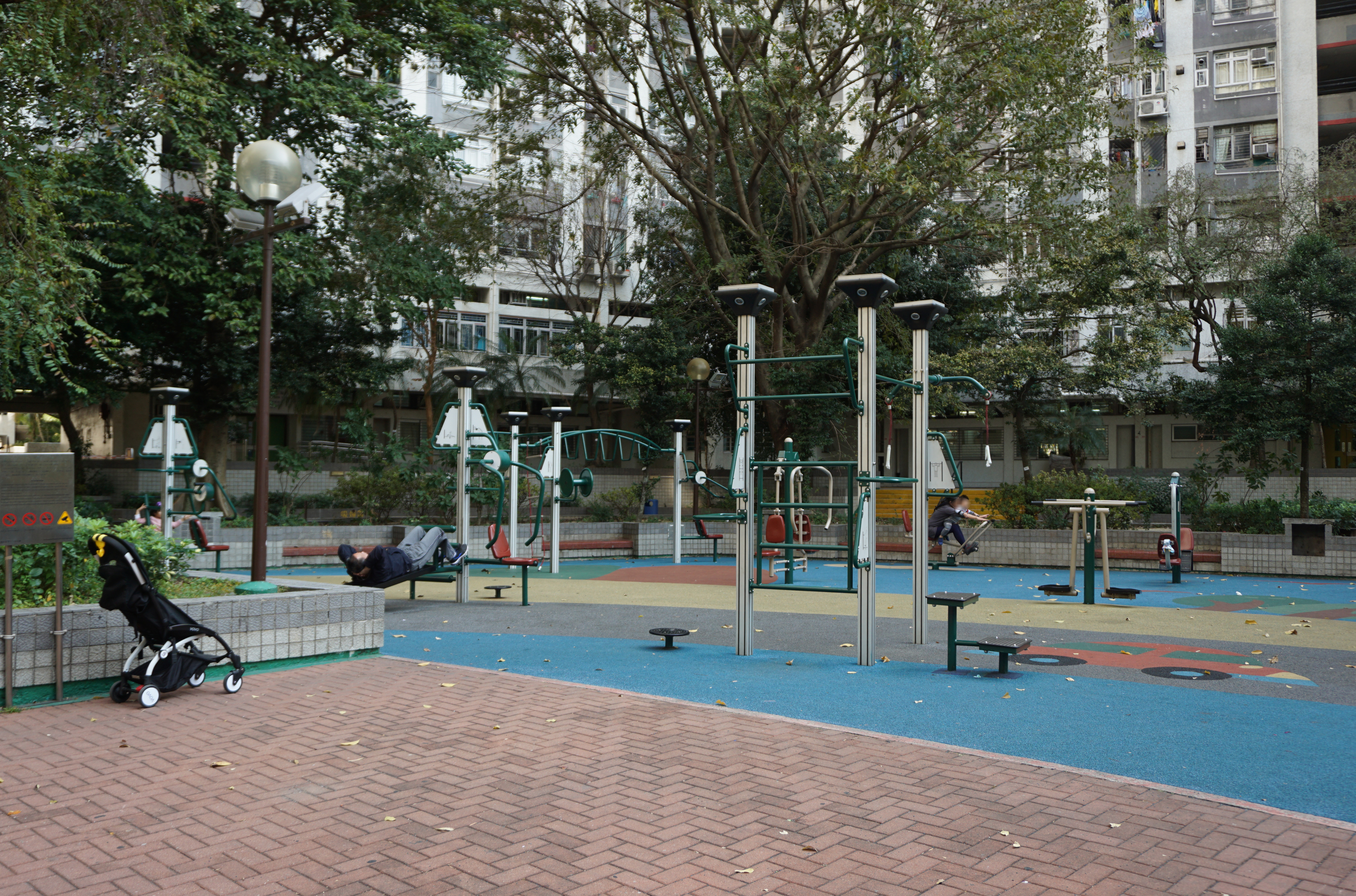
健體區
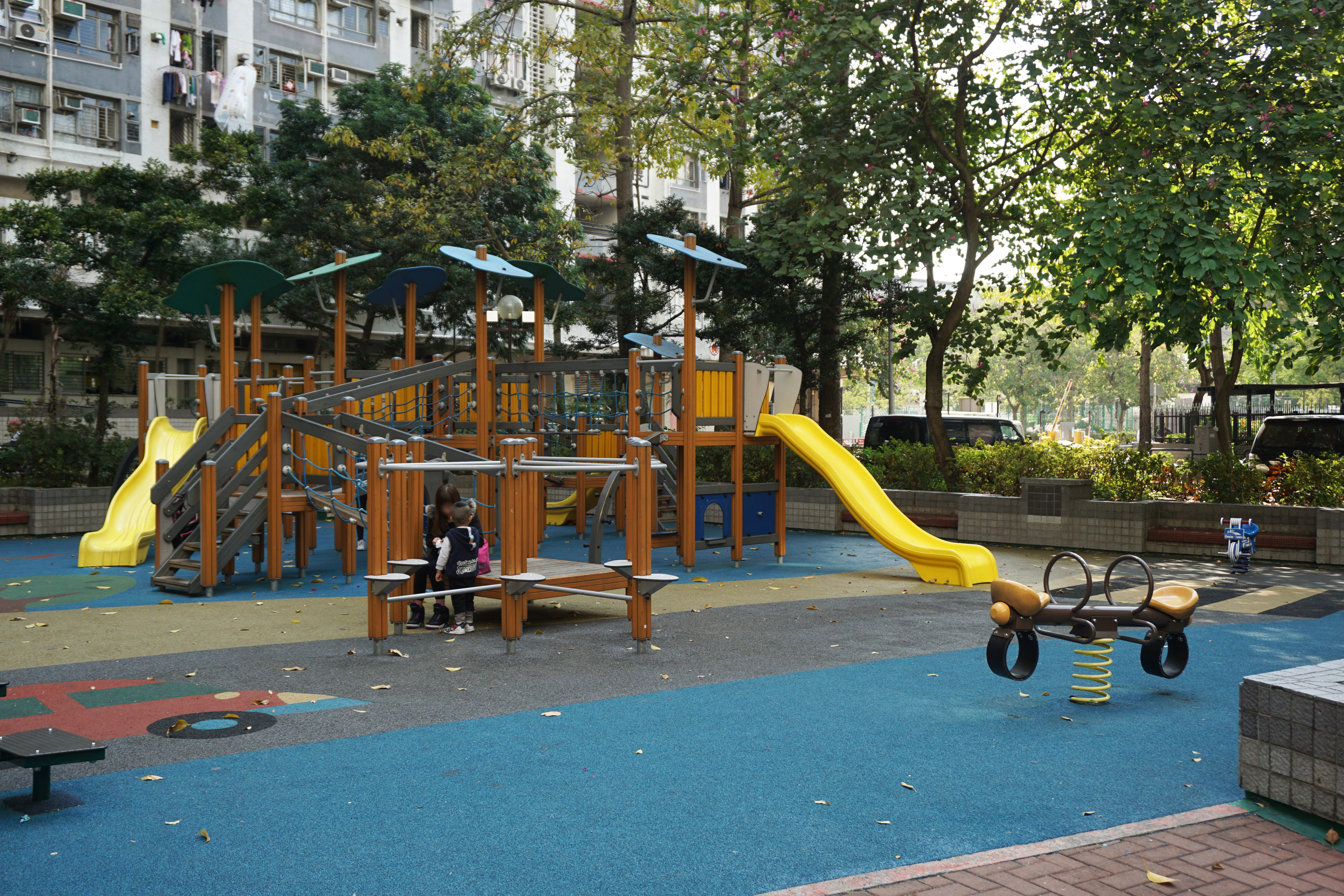
兒童遊樂場

## 教育及福利設施

### 幼稚園
- 博愛醫院陳潘佩清紀念幼稚園（1988年創辦）（位於賀屏樓地下）
- 朗屏邨聖恩幼稚園（页面存档备份，存于）（1988年創辦）（位於鳳屏樓地下）
- 中華基督教會元朗堂朗屏邨真光幼稚園（页面存档备份，存于）（位於喜屏樓地下）

### 小學
- 元朗朗屏邨東莞學校（页面存档备份，存于）（1948年創辦，1986年遷入本邨）
- 元朗朗屏邨惠州學校（页面存档备份，存于）（1965年創辦，1986年遷入本邨）
- 博愛醫院歷屆總理聯誼會梁省德學校（页面存档备份，存于）（1987年創辦）

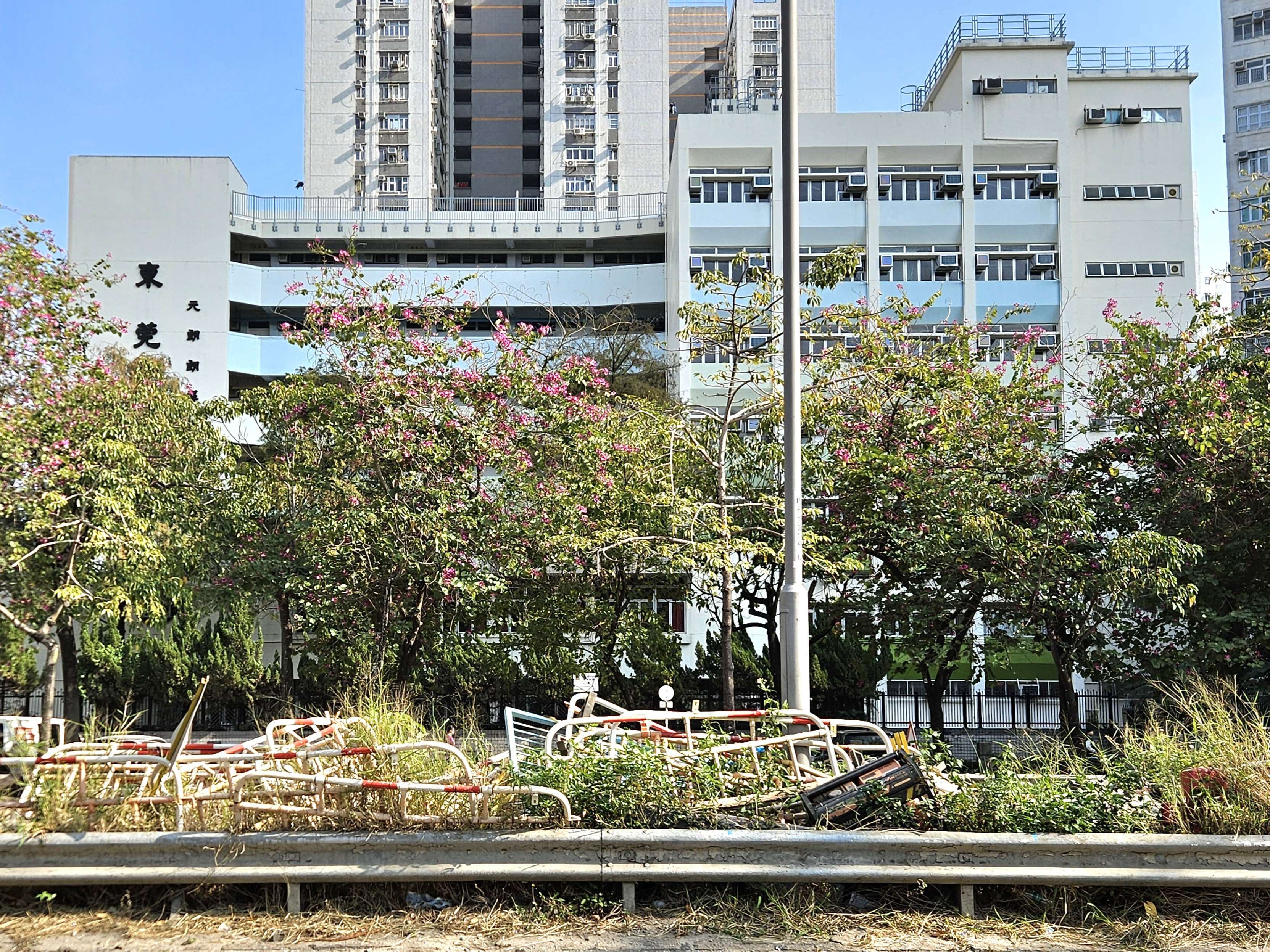
元朗朗屏邨東莞學校
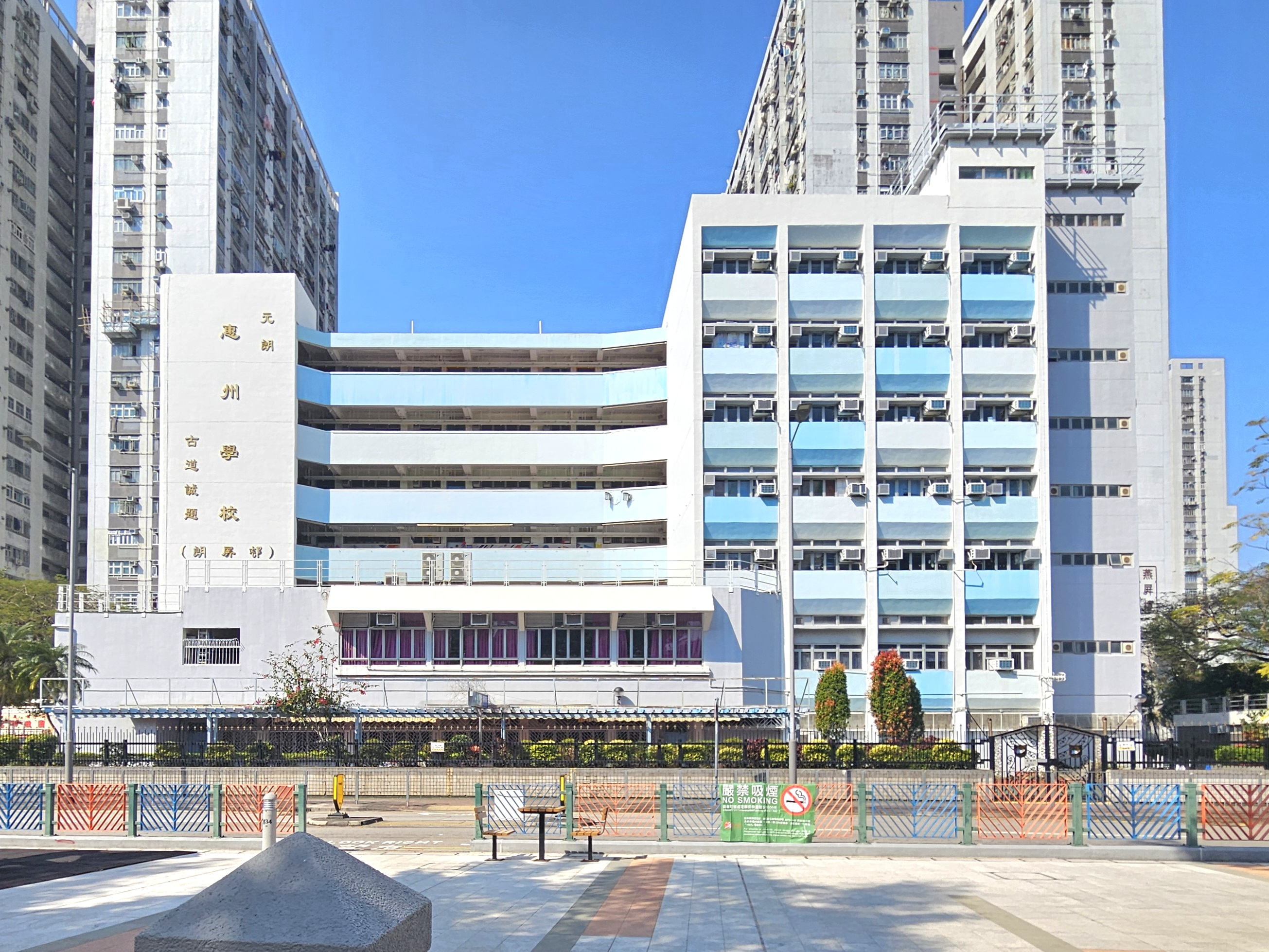
元朗朗屏邨惠州學校
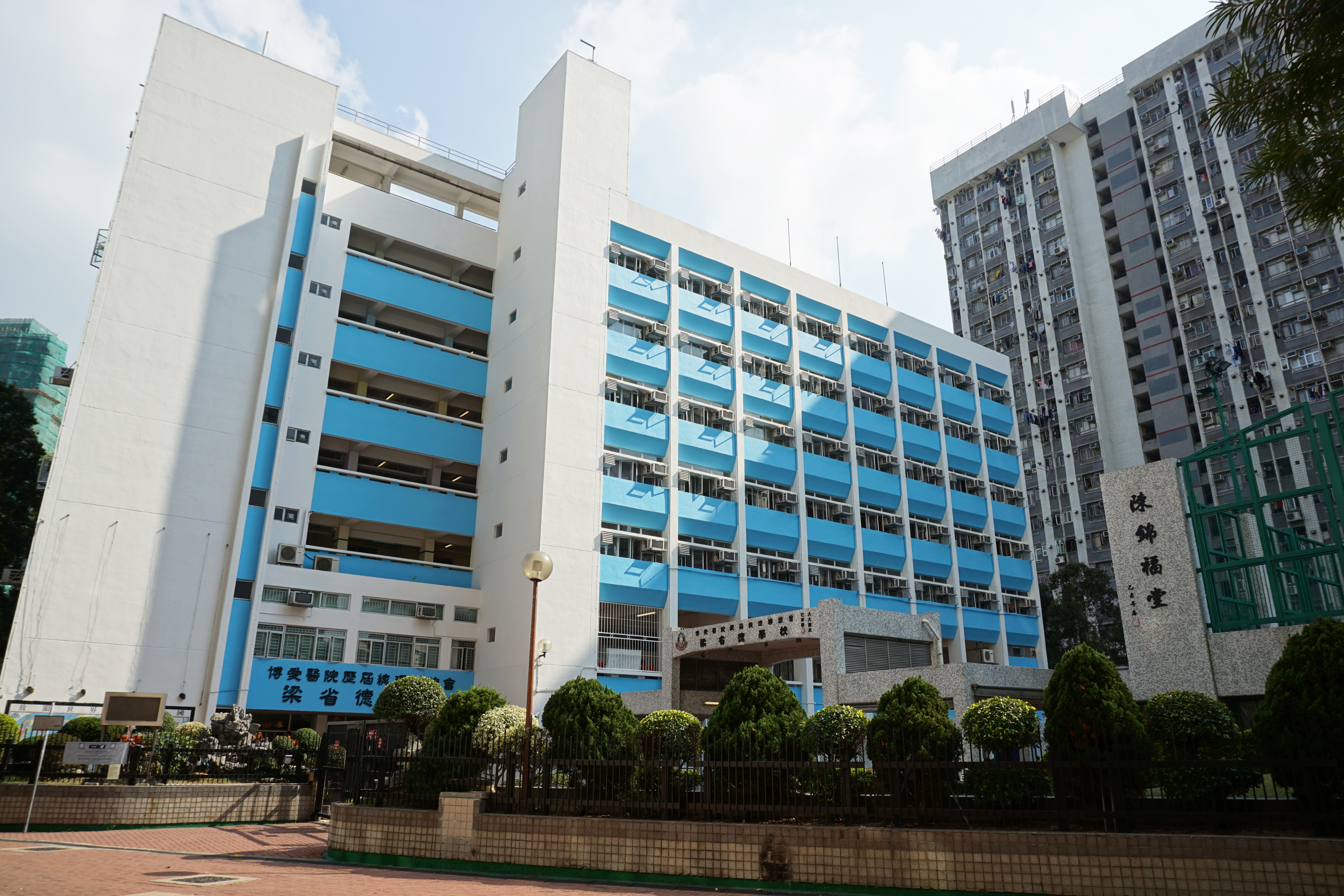
博愛醫院歷屆總理聯誼會梁省德學校

### 中學
- 博愛醫院鄧佩瓊紀念中學
- 東華三院盧幹庭紀念中學

### 綜合青少年服務中心
- 元朗大會堂賽馬會元朗青少年綜合服務中心（页面存档备份，存于）（位於石屏樓2樓）
- 童軍知友社賽馬會朗屏青少年服務中心（页面存档备份，存于）（位於賀屏樓平台）

### 長者鄰舍中心
- 仁愛堂田家炳長者鄰舍中心（页面存档备份，存于）（位於賀屏樓平台）

### 綜合家居照顧服務
- 鄰舍輔導會元朗區綜合家居照顧服務中心（位於悅屏樓2樓201室）

### 護理安老宿位
- 仁愛堂田家炳護理安老院（页面存档备份，存于）（位於畫屏樓地下及2樓）

### 其他社會服務機構
- 基督教懷智服務處賀屏工場及宿舍（位於賀屏樓A翼地下及2樓）
- 朗藝坊及朗屏宿舍（位於悅屏樓地下及2樓）
- 元朗地區支援中心（位於繡屏樓地下）
- 香港職業發展服務處 樂活中心（位於玉屏樓）

### 朗屏商場
朗屏商場位置處於鏡屏樓和石屏樓之間，樓高四層，商場附設街市及朗屏體育館，場內其他主要商戶有大昌食品市場（1990年開業，已於2020年2月5日結業，現為民生 Daily Manson）、惠康超級市場、日本城等。
商場下層為停車場，基座設有朗屏邨巴士總站。
商場三樓及四樓設有酒樓及花園，酒樓連接二樓。此外，不知是保安問題還是其他因素，四樓的花園一直封閉至今。
領展於2014年9月起進行朗屏商場的翻新工程，包括重新規劃商場一樓及二樓的商舖間隔，加設空調系統、扶手電梯、洗手間等，翻新外牆、樓梯通道和升降機大堂。商場翻新工程完成後，街市於2015年外判予光亮實業有限公司管理，並於2016年6月進行翻新，到10月重開，由原本74檔略減至67檔，翻新期間另設11個攤檔的臨時街市。
商場升降機及扶手電梯採用迅達製產品，升降機內的語音廣播系統屬後期加設；商場翻新工程時所加設的扶手電梯則採用富士達製產品。

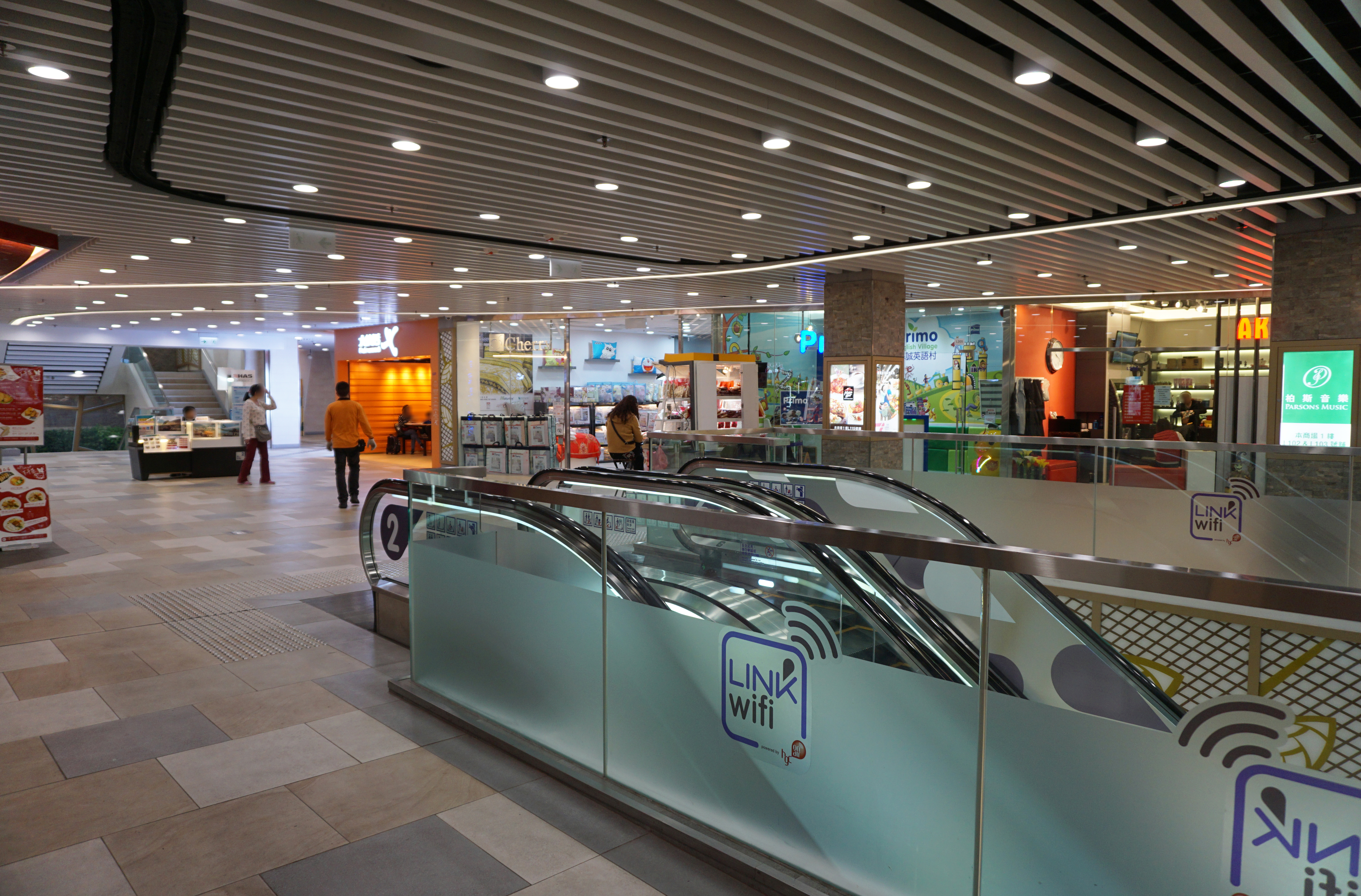
翻新後的朗屏商場2樓
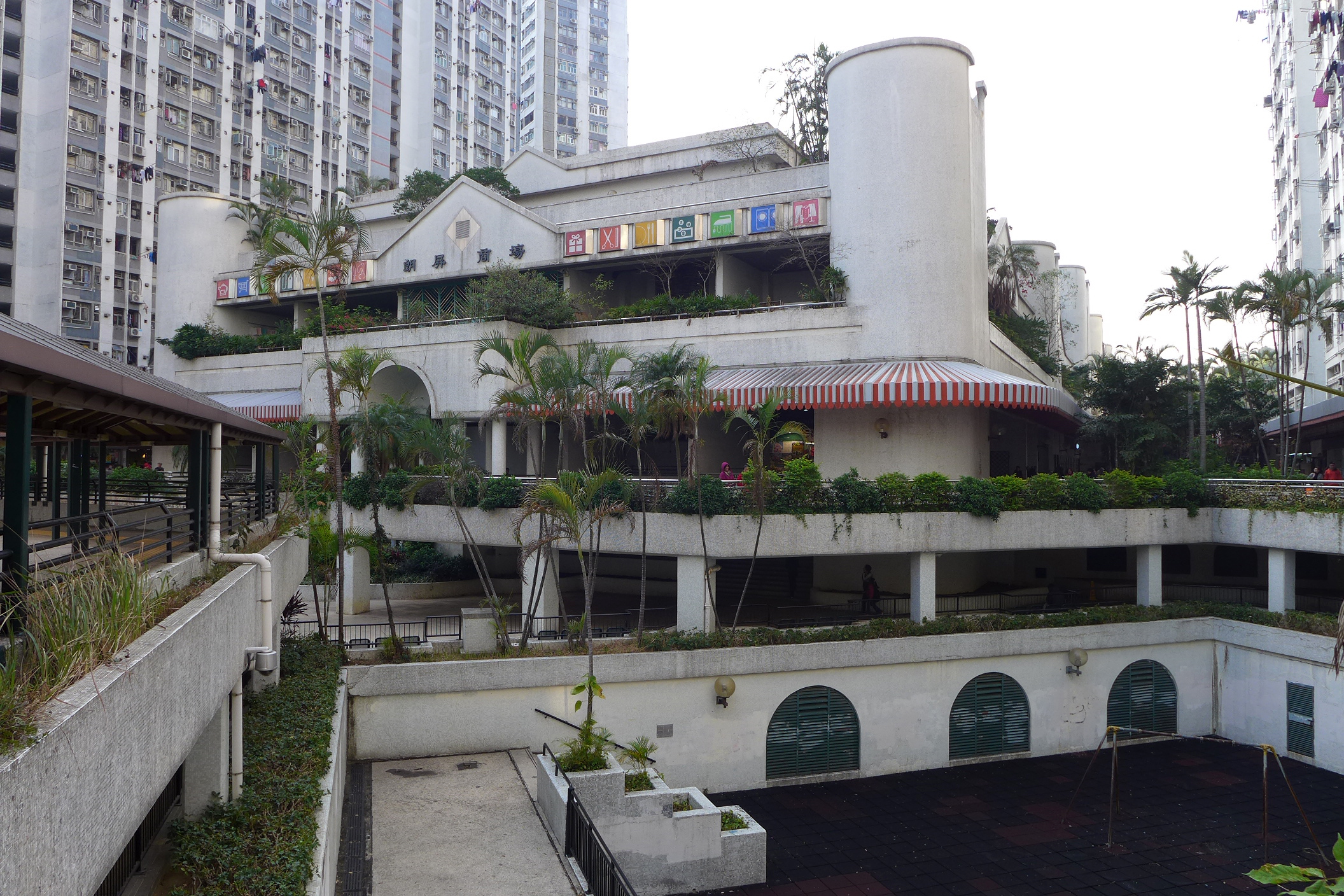
商場外貌，另外商場前的水池（圖中間偏左下方）不知是安全問題還是其他原因而停用
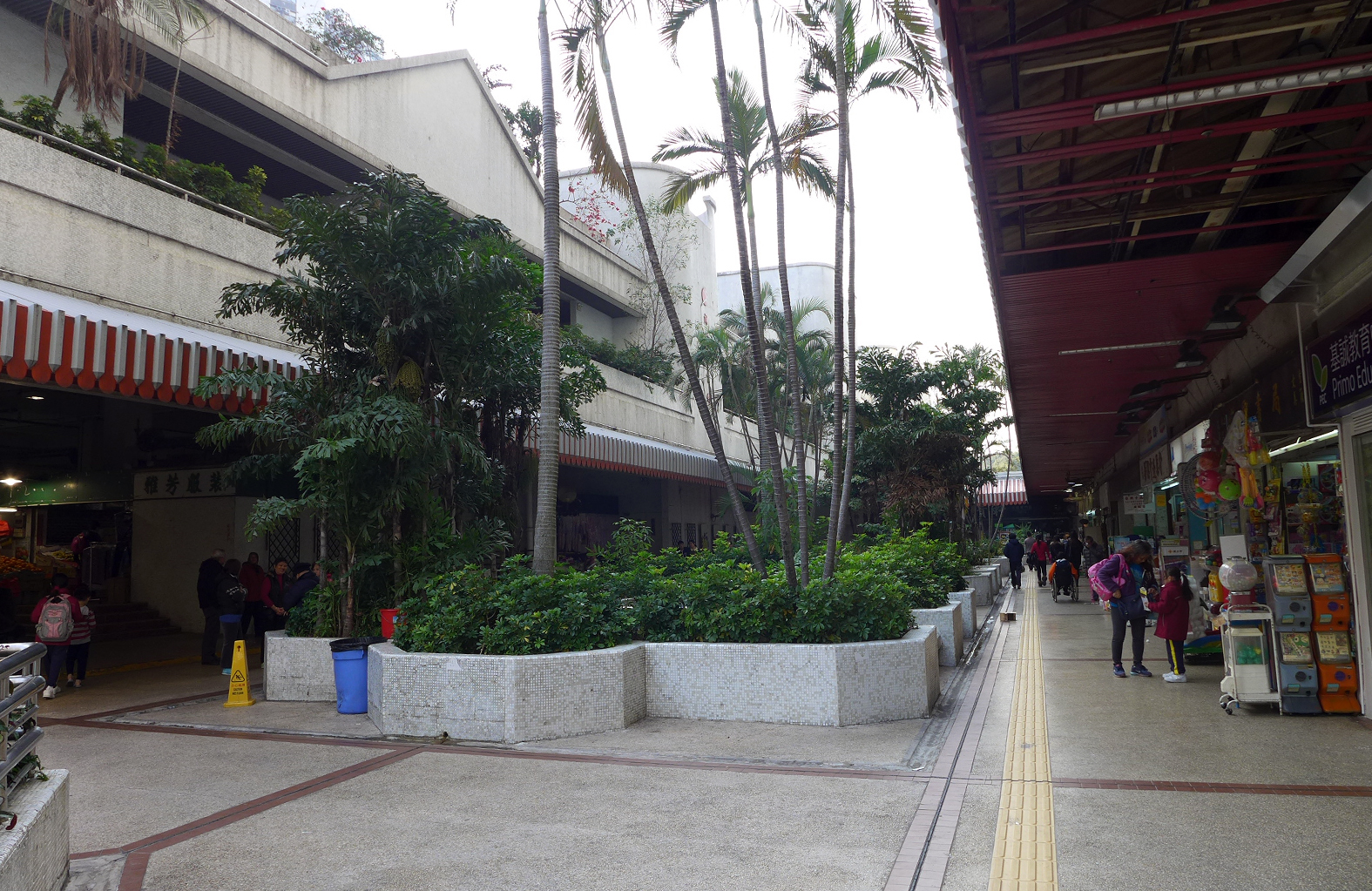
商場平台商店，圖右方的書局已結業，現為易加分學習中心
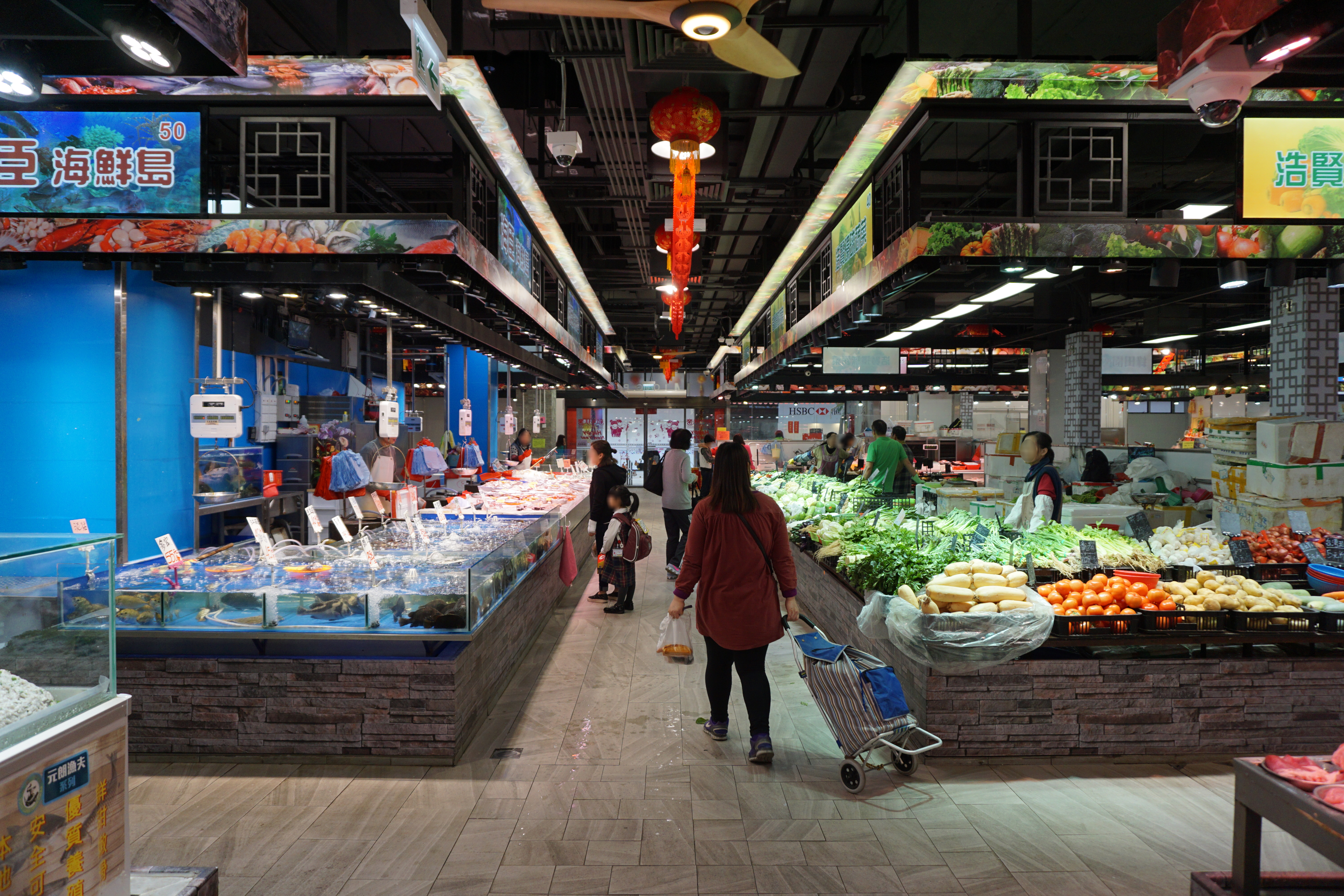
翻新後的朗屏街市（魚檔及菜檔）
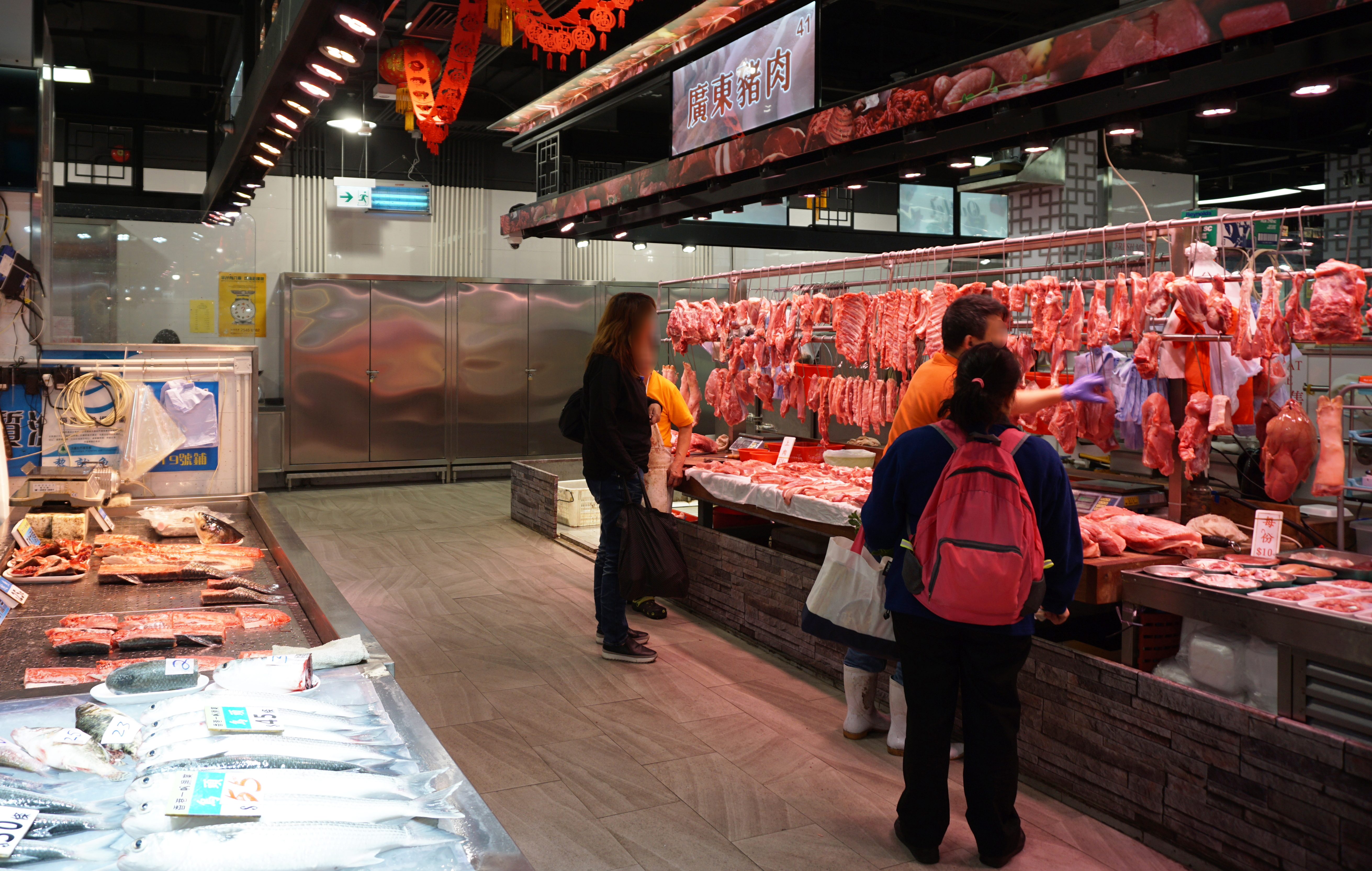
翻新後的朗屏街市（肉檔）
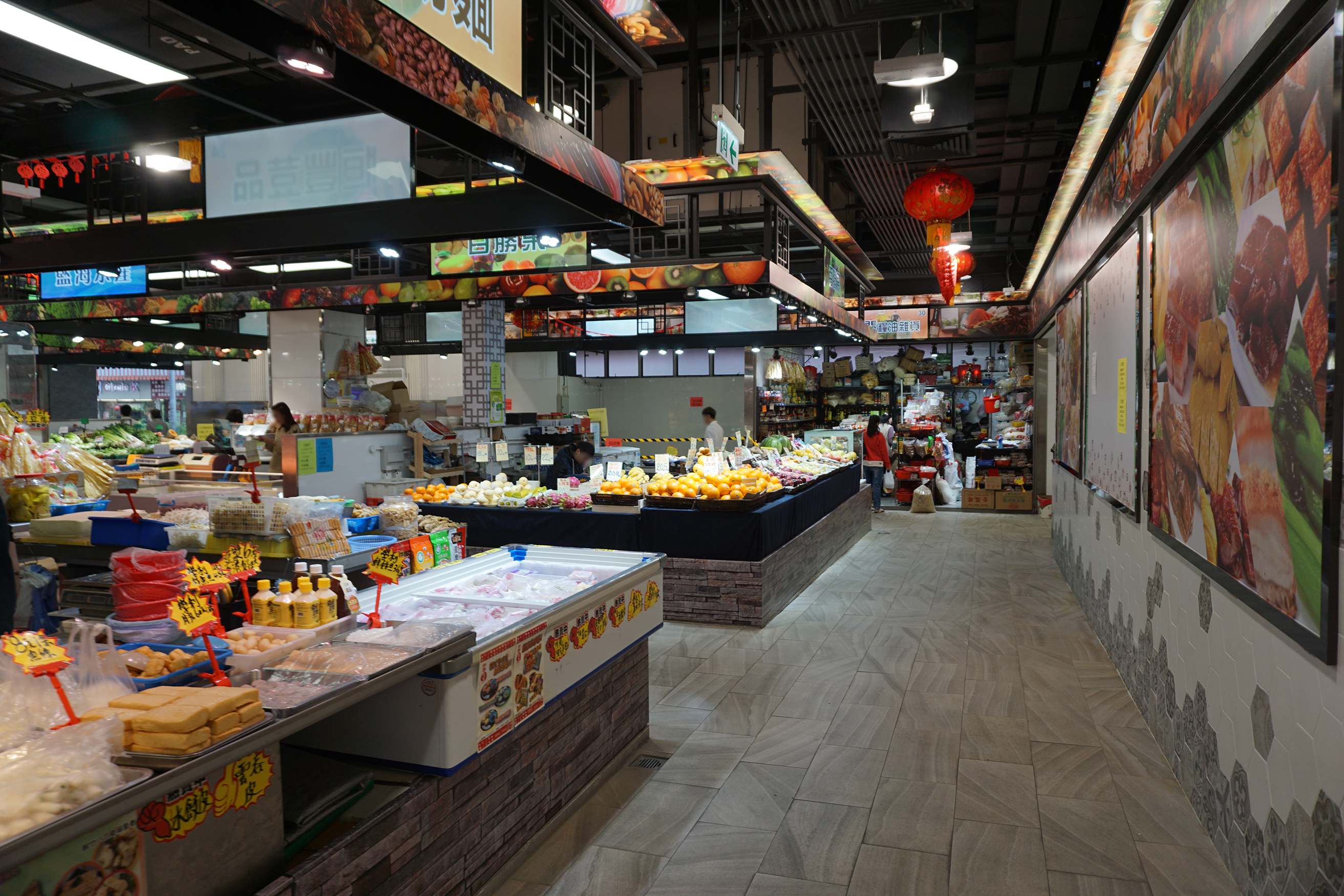
翻新後的朗屏街市（荳品、水果及糧油雜貨檔）
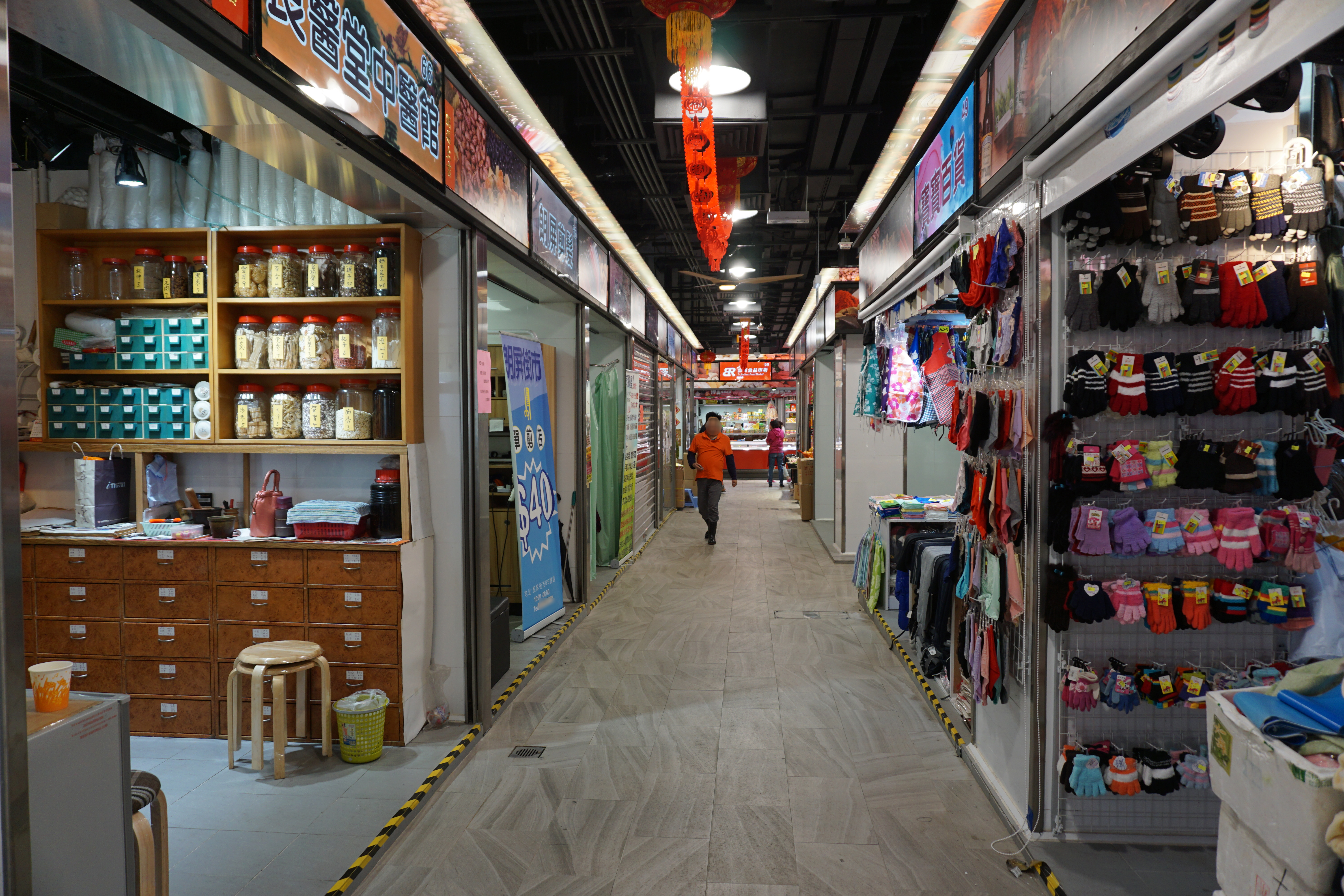
翻新後的朗屏街市（乾貨區）
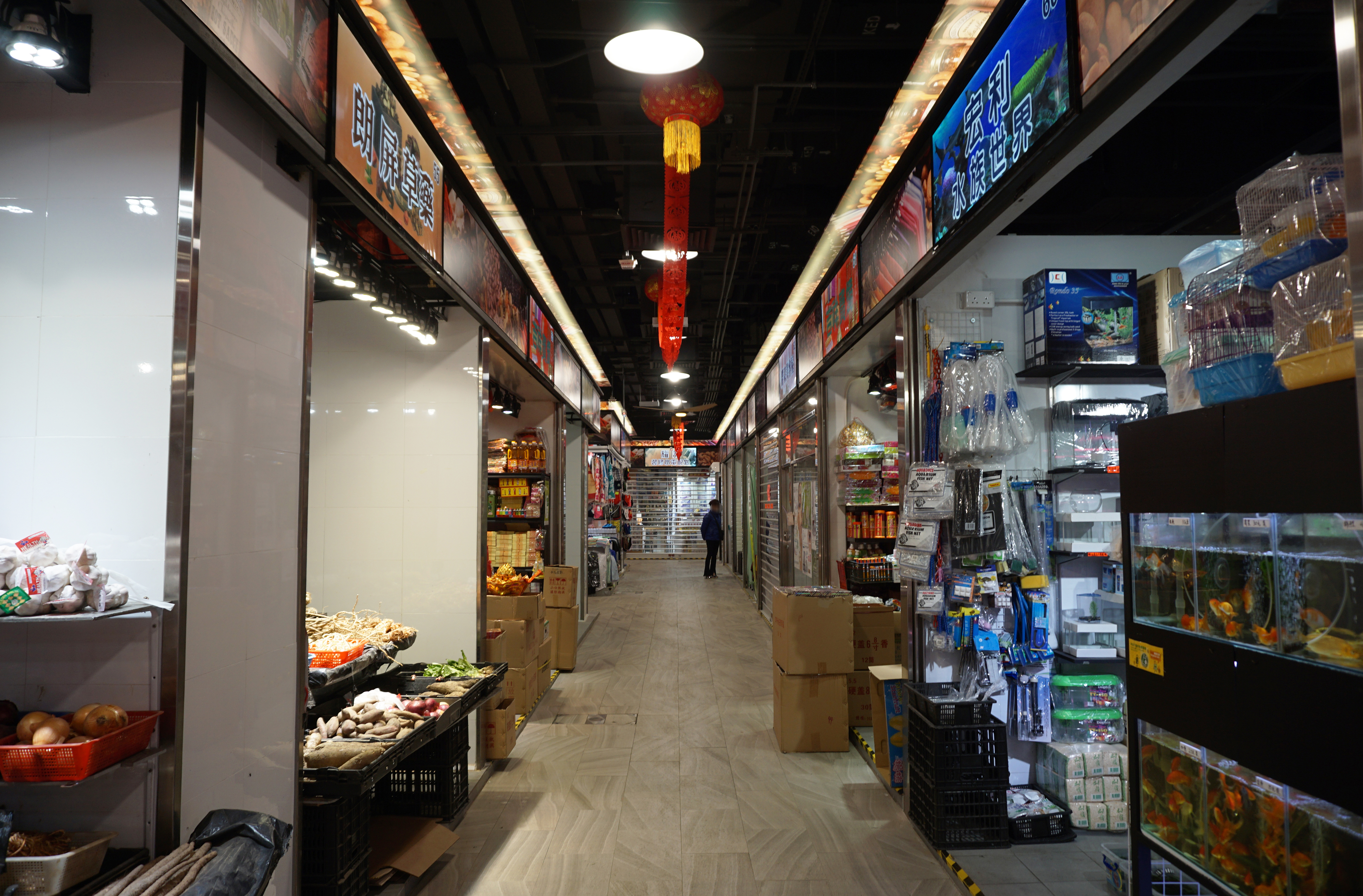
翻新後的朗屏街市（乾貨區2）
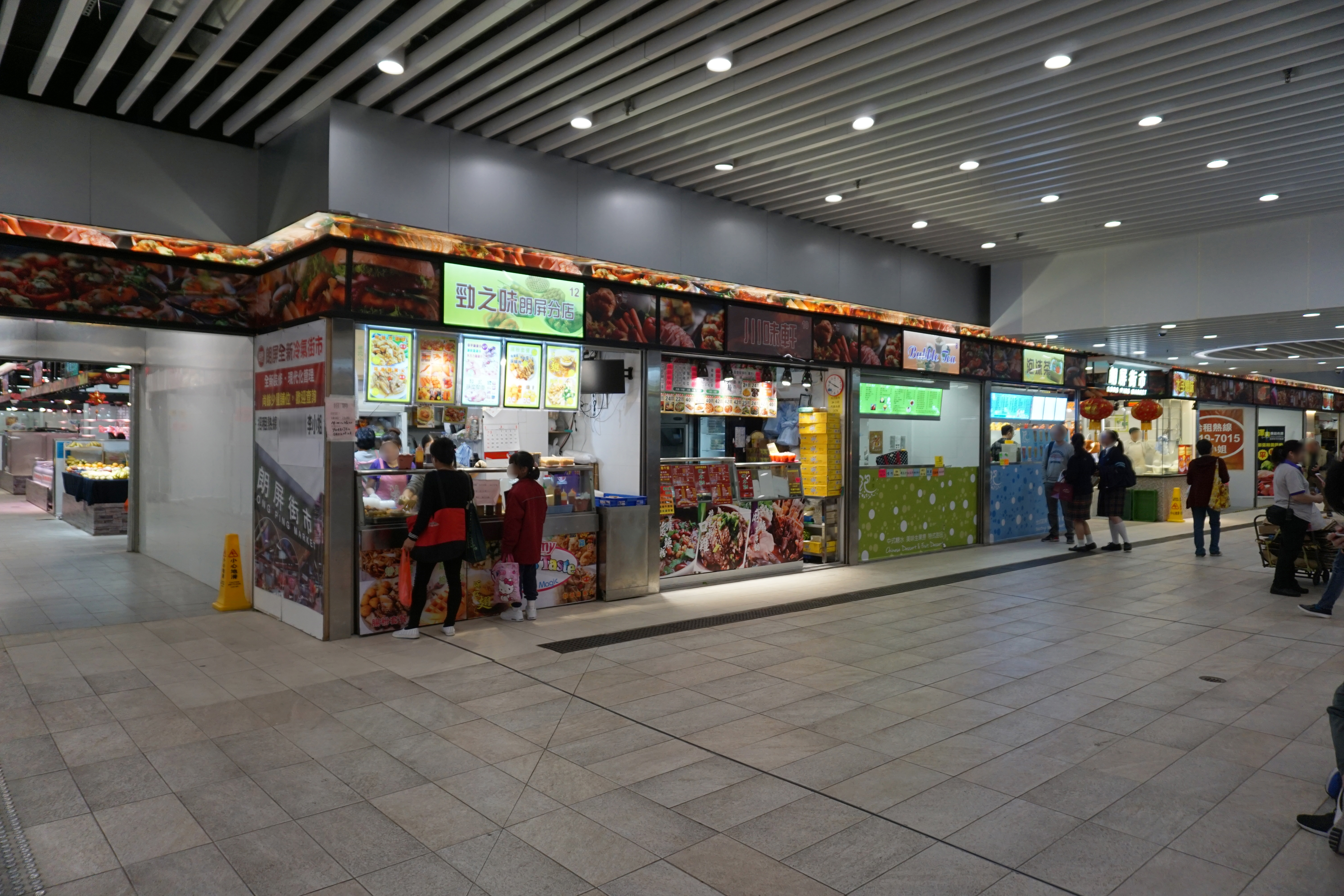
翻新後的朗屏街市（小食區）另外，圖右方的兩個空置商舖現為 QC HOUSE 及 全日洗自助洗衣店（已結業，該商舖經打通作為 QC HOUSE 的一部分）
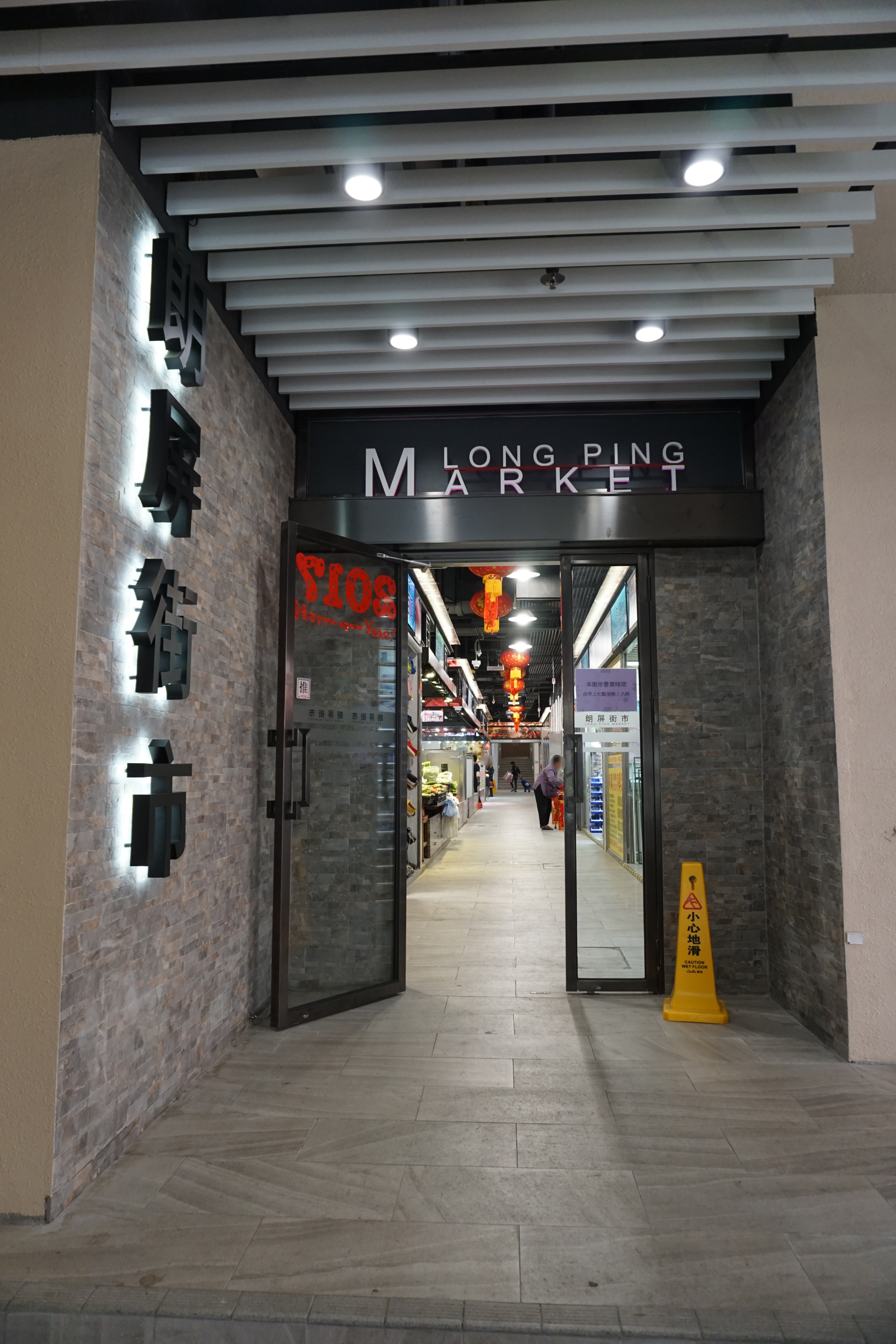
翻新後的朗屏街市入口
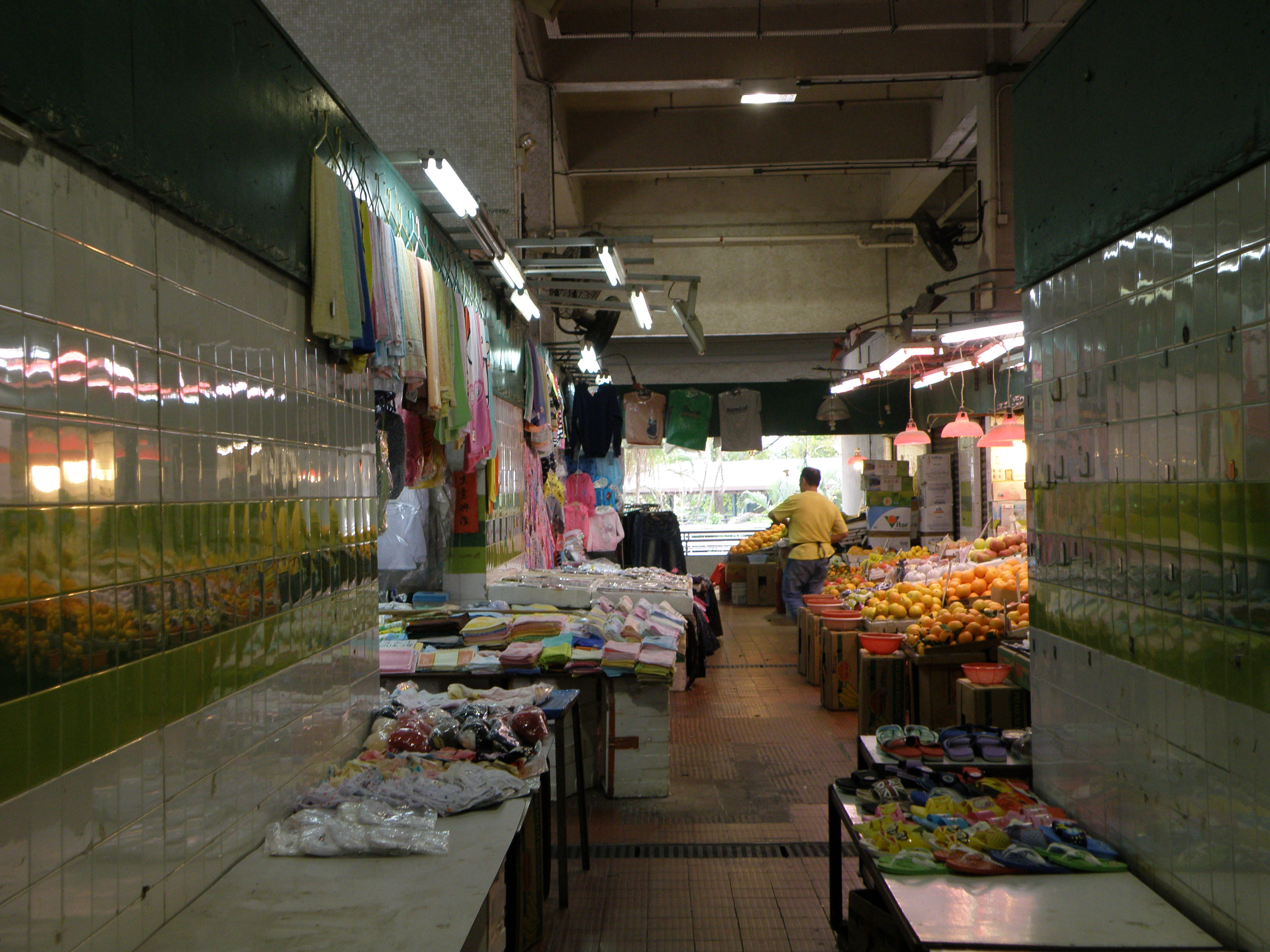
翻新前的朗屏街市
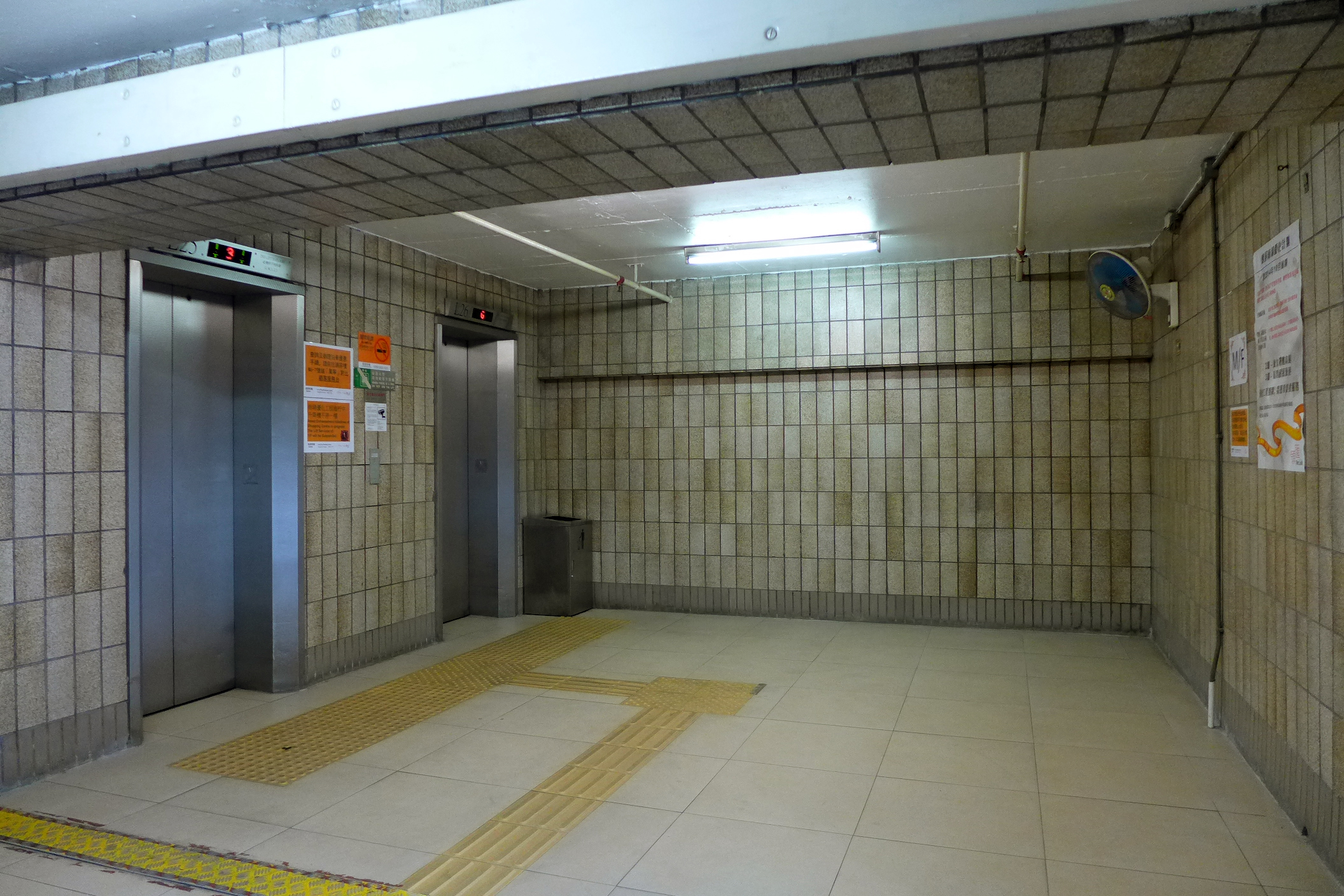
翻新前的商場升降機大堂

## 區議會議席分布
因為人口眾多，故此在元朗區議會擁有兩席議席，分別劃為「南屏」及「北朗」選區，這兩選區的議員俱為民主黨籍，分別是元朗區議會主席黃偉賢及民主黨前立法會議員鄺俊宇。
| 範圍／年度                                                     | 2000-2003 | 2004-2007 | 2008-2011 | 2012-2015 | 2016-2019 | 2020-2023 |
| -------------------------------------------------------------- | --------- | --------- | --------- | --------- | --------- | --------- |
| 錦屏樓、繡屏樓、珠屏樓、寶屏樓、石屏樓、玉屏樓、雁屏樓及燕屏樓 | 北朗選區  | 北朗選區  | 北朗選區  | 北朗選區  | 北朗選區  | 北朗選區  |
| 鵲屏樓及鳳屏樓                                                 | 南屏選區  | 南屏選區  | 南屏選區  | 南屏選區  | 南屏選區  | 北朗選區  |
| 鏡屏樓、悅屏樓、賀屏樓、畫屏樓及喜屏樓                         | 南屏選區  | 南屏選區  | 南屏選區  | 南屏選區  | 南屏選區  | 南屏選區  |

## 外部連結
- 房委會物業位置及資料 朗屏邨（页面存档备份，存于）